# Invaze vojsk Varšavské smlouvy do Československa
Invaze vojsk Varšavské smlouvy do Československa (Vstup spojeneckých vojsk, Operace Dunaj, Okupace Československa) byla vpádem armád pěti komunistických zemí Varšavské smlouvy do Československa (ČSSR), který se uskutečnil 21. srpna 1968. Důvodem intervence, podpořené žádostí konzervativního křídla Komunistické strany Československa (KSČ), byly liberálně reformní vnitropolitické změny v ČSSR, známé pod názvem Pražské jaro. Zásah do suverenity ČSSR byl obhajován Brežněvovou doktrínou.
Hlavní podíl na invazi měly armády Sovětského svazu (SSSR), výrazně slabší účast měla vojska Polské lidové republiky (PLR), Maďarské lidové republiky (MLR) a Bulharské lidové republiky (BLR), nepatrnou účast pak měla vojska Německé demokratické republiky (NDR). Byla obsazena většina důležitých měst v ČSSR, došlo k přerušení rozhlasového vysílání. Předsednictvo ÚV KSČ v prvních hodinách okupace přijalo usnesení pod názvem „Provolání Všemu lidu ČSSR“, odsuzující invazi. Krátce poté byli tito vedoucí představitelé československých politických reforem zatčeni a zavlečeni do SSSR. Proti snaze prookupačních sil o ustavení kolaborantské vlády se postavil spontánní masový odpor většiny obyvatel Československa, který trval přibližně týden a při kterém občané vyjadřovali podporu internovaným politikům, dokud ti se nevrátili zpět do vlasti. Ti však s výjimkou Fr. Kriegela podepsali sověty nadiktovaný moskevský protokol.
Postupně tak došlo k odvolání většiny reforem, komunistický režim byl opět utužen formou normalizace poměrů a reformní politici buď změnili názor, anebo byli nahrazeni. Odpor obyvatelstva proti okupaci byl nakonec zlomen brutálním potlačením protestů při prvním výročí okupace. Okupační vojska se během podzimu 1968 stáhla, zůstala jen část vojsk SSSR, jejichž pobyt byl formálně legalizován mezinárodní smlouvou o „dočasném pobytu“, který trval až do roku 1991. Socialismus sovětského typu byl tímto aktem diskreditován v očích světové veřejnosti.

## Pozadí

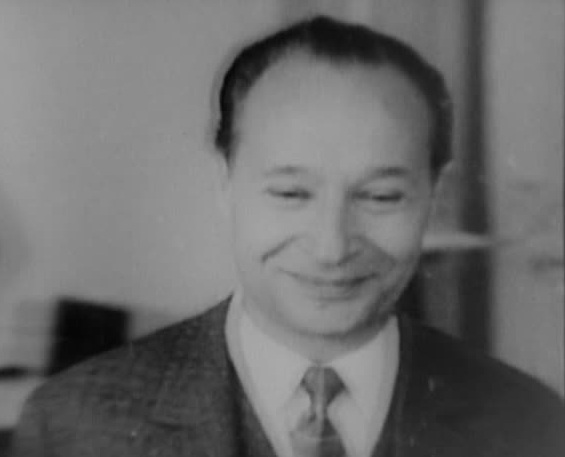
Alexander Dubček v roce 1968

U příležitosti 20. výročí „Vítězství pracujícího lidu“ prohlásil tehdejší (čerstvě zvolený) první tajemník ÚV KSČ Alexander Dubček, že po triumfu socialismu jsou potřebné změny, jejichž cílem je tzv. „Socialismus s lidskou tváří“. Tím byl zahájen „obrodný proces“, zvaný „Pražské jaro“: program politických a ekonomických liberalizací, mezi něž patřil nejen důraz na ekonomické uvolnění ve prospěch spotřebního průmyslu, ale především svoboda tisku, svoboda projevu, svoboda pohybu a připouštěla se už i možnost vícestranné vlády. Změny byly stále více oceňovány a podporovány obyvatelstvem, ovšem vedení KSČ k těmto iniciativám nemělo jednotný postoj: mezi reformátory podporující Dubčeka patřili předseda vlády Oldřich Černík, předseda Národního shromáždění Josef Smrkovský, předseda Národní fronty František Kriegel, mezi konzervativní odpůrce změn patřili především předseda ÚV KSS Vasil Biľak, ministr dopravy Alois Indra a člen předsednictva ÚV KSČ Oldřich Švestka, na jejichž stranu přeběhl i původní reformátor Drahomír Kolder.

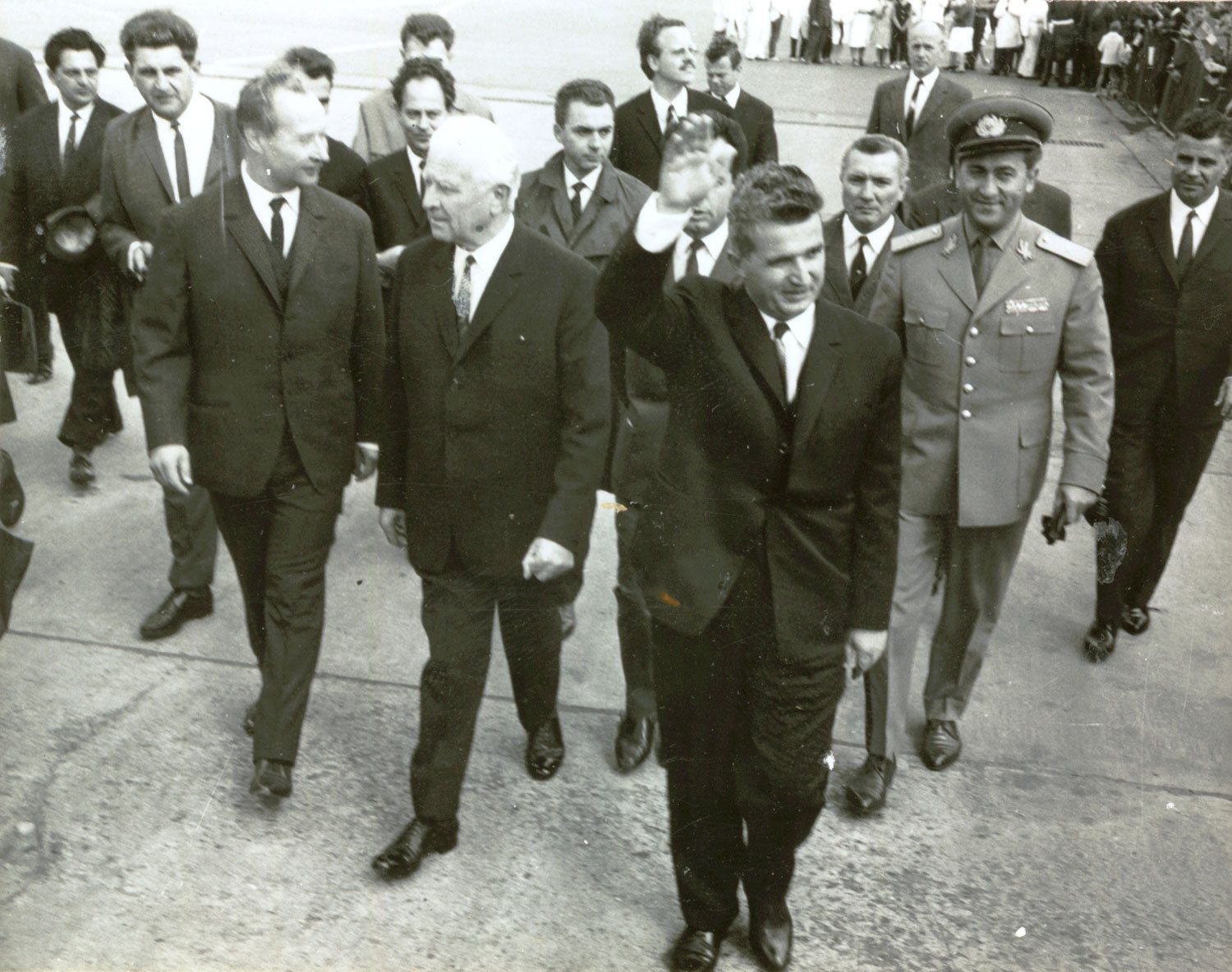
Alexander Dubček, Ludvík Svoboda a Nicolae Ceaușescu

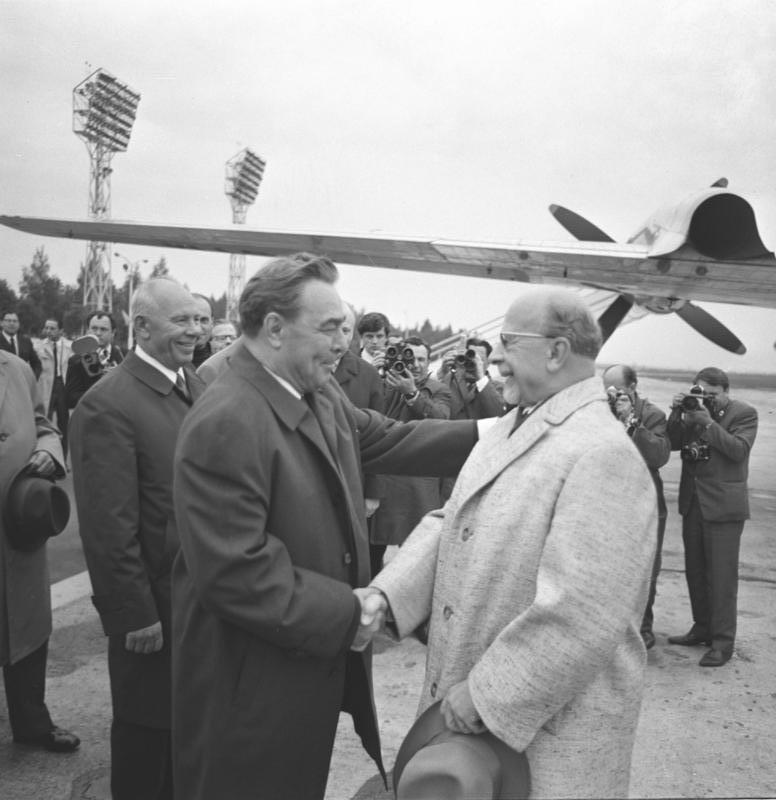
Leonid Brežněv, Nikolaj Podgornyj a Walter Ulbricht

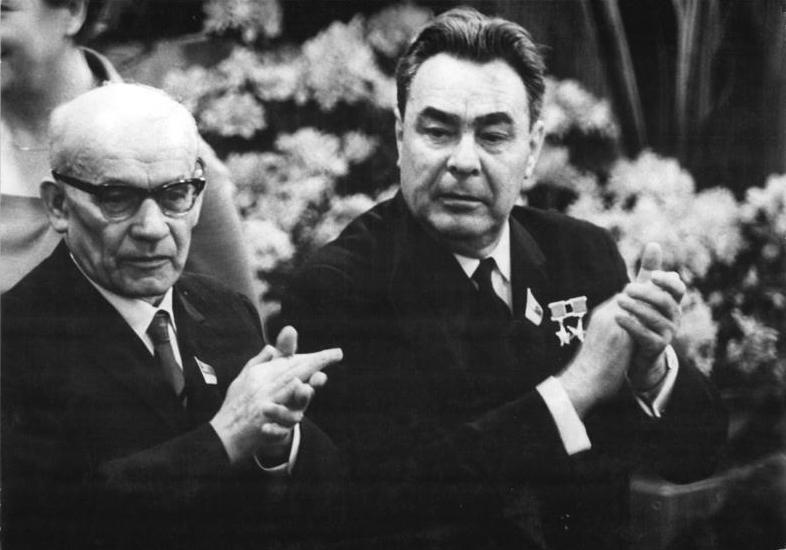
Leonid Brežněv a Władysław Gomułka

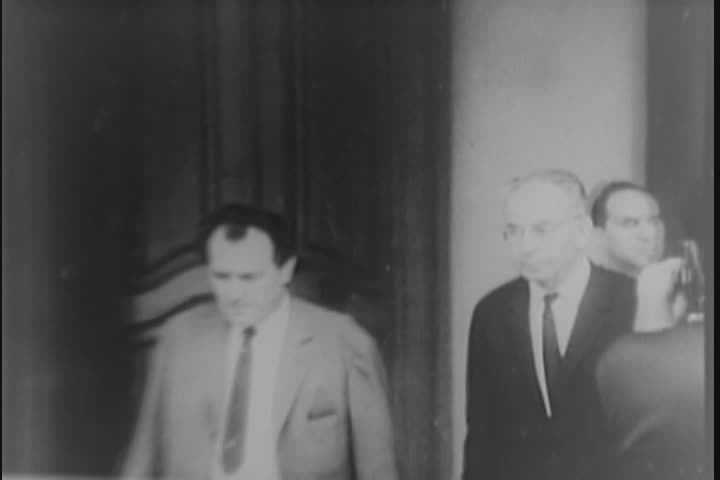
Spoluautor Zvacího dopisu Vasil Biľak a Gustáv Husák v srpnu 1968

23. července 1968 byl předán na sovětské velvyslanectví dopis „99 Pragováků“ (stranických a jiných funkcionářů Praga – Automobilových závodů Klementa Gottwalda), který poté publikoval na titulní straně sovětský deník Pravda. Zatímco v Československu byli signatáři dopisu označeni za zrádce, pak sovětští činitelé označili dopis za reprezentativní hlas dělnické třídy a spojenci ze sovětského bloku se změn v Československu začali obávat. První tajemník Polské sjednocené dělnické strany Władysław Gomułka byl zřejmě tím, kdo jako první označil dění v ČSSR za „kontrarevoluci“ (i z osobních antipatií vůči Dubčekovi) a generální tajemník Bulharské komunistické strany Todor Živkov údajně jako první navrhl použití vojenské síly.
29. července až 1. srpna 1968 se v Čierné nad Tisou konaly dvoustranné rozhovory představitelů Československa a Sovětského svazu. Schůzky v blízkosti československo-sovětské hranice se za ČSSR zúčastnili především první tajemník ÚV KSČ Alexander Dubček, prezident Ludvík Svoboda, předseda vlády Oldřich Černík, předseda Národního shromáždění Josef Smrkovský a další, za SSSR to byli první tajemník ÚV KSSS Leonid Brežněv, předseda Rady ministrů Alexej Kosygin, předseda prezídia Nejvyššího sovětu Nikolaj Podgornyj, sekretář ÚV KSSS a hlavní ideolog Michail Suslov a další. Dubček bránil program reformního křídla KSČ a zároveň sliboval plnění závazků vůči Varšavské smlouvě. Delegáti KSČ znovu potvrdili svou loajalitu vůči Varšavské smlouvě a slíbili, že potlačí „antisocialistické“ tendence v zemi, nebudou oživovat myšlenku obnovy sociálně demokratických stran a budou kontrolovat tisk opětovným zavedením vyšší úrovně cenzury. Zřejmě na této schůzce člen ÚV KSČ Antonín Kapek předal Leonidu Brežněvovi první exemplář tzv. „zvacího dopisu“, ve kterém autoři tvrdili, že pravicová média podnítila v Československu vlnu nacionalismu a šovinismu, a vyvolala antikomunistickou a antisovětskou psychózu. Dopis je zároveň formální žádostí Sovětskému svazu, aby poskytl podporu a pomoc všemi prostředky, které má k dispozici, k záchraně Československa před údajným nebezpečím kontrarevoluce. Dopis podepsali členové ÚV KSČ Vasil Biľak, Alois Indra, Antonín Kapek, Drahomír Kolder a Oldřich Švestka..
3. srpna 1968 byla v Bratislavě podepsána Bratislavská deklarace, ve které zástupci ČSSR, SSSR, NDR, PLR, MLR a BLR potvrzovali věrnost marxismu-leninismu, věrnost proletářskému internacionalismu, boj proti buržoazní ideologii a boj proti všem „antisocialistickým“ silám. Sovětský svaz také vyjádřil záměr zasáhnout do vývoje v jakékoliv zemi Varšavské smlouvy, pokud by zde hrozilo zavedení politické plurality se systémem několika politických stran. Nejpozději na bratislavské konferenci také Vasil Biľak předal Petro Šelestovi druhý zvací dopis se žádostí o „bratrskou pomoc“ (zřejmě duplikát předchozího dopisu, podepsaný stejnými členy KSČ).
V následujících dnech měl Dubček několik závažných telefonátů, ve kterých mu bylo jasně řečeno, že současné dění v Československu se ostatním členům Varšavské smlouvy nelíbí a považují ji za ohrožení socialistického vývoje. Brežněv opakovaně, se stupňující se naléhavostí, naznačoval Dubčekovi zprvu možnost, později nutnost zasáhnout do tohoto vývoje všemi dostupnými prostředky, pokud překotný vývoj situace nezbrzdí samotné vedení KSČ. Dubčekovy námitky, že jde o vnitřní věc ČSSR a že veškeré závazky vůči ostatním socialistickým státům zůstávají v platnosti, Brežněva příliš nepřesvědčily a v posledním telefonátu 13. srpna 1968 již Dubčekovi prakticky oznámil, že mu nevěří a že bude nucen jednat silou, aby zajistil socialistický vývoj ČSSR. Dubček mu však tehdy jen odpověděl, ať jedná, jak uzná za vhodné.
15. až 17. srpna 1968 jednalo sovětské vedení o možnosti vojenské intervence v Československu. Rozhodování politbyra bylo ovlivňováno dezinformacemi KGB, která situaci v Československu záměrně líčila drastičtěji, než ve skutečnosti byla. Nakonec převážil názor, že by bylo přímým ohrožením bezpečnosti Sovětského svazu, pokud by (v době trvající studené války mezi sovětským blokem a NATO) přišel o vliv na strategicky položené středoevropské Československo, které sousedilo se západním Německem. Stoupenci silového řešení byli zejména předseda prezídia Nejvyššího sovětu Nikolaj Podgornyj, ministr obrany SSSR Andrej Grečko, ministr zahraničí SSSR Andrej Gromyko, první tajemník ÚV KS Ukrajiny Petro Šelest, velitel Spojených ozbrojených sil Varšavské smlouvy Ivan Jakubovskij a předseda KGB Jurij Andropov, zatímco jiní vysocí členové komunistického politbyra váhali a svůj souhlas vyslovili až po dlouhém jednání – zejména předseda Rady ministrů SSSR Alexej Kosygin, sekretář ÚV KSSS a stranický ideolog Michail Suslov a v závěru i samotný první tajemník ÚV KSSS Leonid Brežněv. K rozhodnutí přispěl i fakt, že s intervencí souhlasily (nebo ji přímo požadovaly) i další státy sousedící s Československem: kromě zmíněného Polska souhlasil s připravovanou invazí i generální tajemník Maďarské socialistické dělnické strany János Kádár a generální tajemník Sjednocené socialistické strany Německa Walter Ulbricht.
Na žádost československých „zvatelů“ Koldera a Biľaka navíc sám Brežněv rozhodl, že invaze do Československa se aktivně nezúčastní východoněmecká armáda, aby její přítomnost mezi invazními vojsky v ČSSR nevyvolala vzpomínky na německou okupaci z března 1939.
Československé vedení však stále věřilo, že summit v Čierné nad Tisou situaci uklidnil a že Sovětský svaz a jeho spojenci invazi neprovedou, protože by jednak byla příliš nákladná, jednak by měla významný mezinárodní politický dozvuk kvůli Světové komunistické konferenci, která se konala v listopadu tohoto roku.

## Průběh

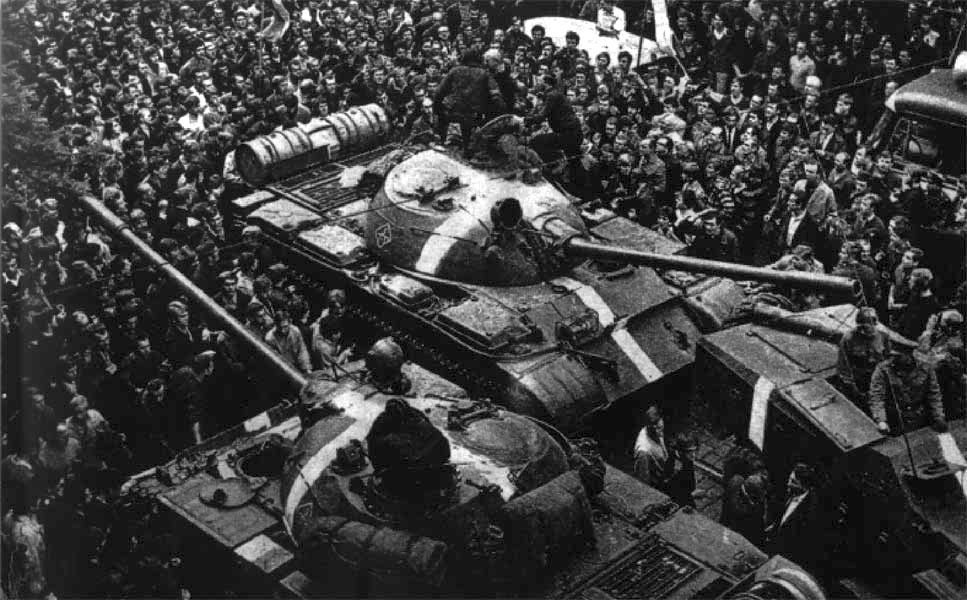
Tanky T-55 invazních sil obklopené davem demonstrantů

V noci z úterý 20. srpna na středu 21. srpna 1968 začala invaze do Československa. Kolem 23. hodiny překročily hranice na silničních přechodech první pozemní jednotky motostřeleckého a tankového vojska. Na letišti v Ruzyni přistála dvě letadla označená jako charterový let. Z jednoho z těchto letadel vystoupili výsadkáři, kteří obsadili letiště včetně řízení letového provozu. Na letiště následně začala přistávat transportní letadla s vojenskými jednotkami. Hluk přistávajících motorů varoval mnoho občanů u okolí letišť i v centru Prahy (přeletový koridor pro letadla Antonov na letiště Ruzyně vedl přes Nusle a Vinohrady), že začala invaze. Operaci veleli maršálové Sovětského svazu Andrej Grečko a Ivan Jakubovskij.
- 20. srpna 1968, 17:00: Anonym telefonicky informuje zpravodaje ČTK v Budapešti, že o půlnoci začne vojenské obsazování Československa. Žádá o okamžité předání této informace vojenskému přidělenci zastupitelského úřadu.
- 20. srpna 1968, 18:10: Československý velvyslanec v Maďarsku Púčik předává do Prahy informaci o plánovaném vojenském obsazování Československa.
- 20. srpna 1968, 20:00: Sovětský velvyslanec v USA Anatolij Dobrynin navštěvuje prezidenta Lyndona Johnsona a informuje jej o nadcházející invazi armád pěti zemí Varšavské smlouvy do Československa. Johnson krátce po tom svolává mimořádné zasedání Rady národní bezpečnosti
- 20. srpna 1968, 20:52: Na Ruzyni pod hlavičkou Aeroflotu přistál Antonov An-12 s krycí civilní imatrikulací CCCP-11 604, kterému vojenská dispečerská služba přidělila označení „pořadová 89“. Stroj zůstal po přistání stát na novém letišti, v blízkosti dráhy 25.
- 20. srpna 1968, 21:05: Na letišti v Brně-Tuřanech přistál sovětský speciál Antonov An-24 s dvacítkou civilistů v uniformách Aeroflotu, ve skutečnosti se jednalo o příslušníky KGB.
- 20. srpna 1968, 21:23: Iljušin Il-14, imatrikulace CCCP-67 242, přistál ve 21:23 jako „pořadová 94“ a ihned zaroloval před odbavovací budovu na starém letišti. Skupina 20 civilistů, vedená ředitelem pražské pobočky Aeroflotu, pak připravenými vozidly zamířila do centra města.
- 20. srpna 1968, 23:00: Maďarská armáda pronikla na jižní Slovensko, sovětská armáda překročila hranice na východě Slovenska, polská armáda převzala kontrolu státní hranice na severním Slovensku a obsadila české Slezsko.
- Půlnoc na 21. srpen 1968: Vojska Varšavské smlouvy obsadila celý Východoslovenský kraj i celou Bratislavu, postoupila do Středoslovenského kraje, obsadila Severomoravský kraj i Severočeský kraj a pronikají do Východočeského kraje.
- 21. srpna 1968, 1:00: Vojska obsadila téměř celé Slovensko, na Prahu mířily pozemní síly od Polska skrz východní Čechy a z NDR přes severní Čechy.
- 21. srpna 1968, 1:37: V Ruzyni přistála dvě letadla s útočnými skupinami na palubě, 2. rotou 108. gardového výsadkového pluku (dále jen gvp) z posádky Kaunas a operační skupina, obě příslušné k 7. gvd. Oba letouny An-12 přistály těsně za sebou. Povolení k jejich přistání jim žádný z českých dispečerů nevydal. Antonov s operační skupinou rychle zaroloval až na staré letiště. Komando z jeho útrob obsadilo věž a další dispečerská pracoviště.  Výsadkáři pak odpojili všechna komunikační zařízení a dispečery s dalším provozním personálem odvedli pod samopaly do jedné z učeben, kde byli až do šesté hodiny ranní zadržováni.
- 21. srpna 1968, 2:00: Vojska dále postupovala Moravou a severními Čechami, dosud se nesetkala s jakýmkoliv odporem či incidenty. Na ruzyňském letišti od dvou hodin ráno přistávala v minutových intervalech letadla 7. vojenské transportní letecké divize, z jejichž útrob vybíhali výsadkáři a vyjížděla vojenská technika, samohybná děla ASU-57, ASU-85, obrněné transportéry BRDM a BTR-152.
- 21. srpna 1968, 3:00: Vojska téměř obsadila celou Moravu, východní i severní Čechy a mířila do středních Čech.
- 21. srpna 1968, 4:00: Vojska u Karlových Varů obsadila severní část Západočeského kraje, obsadila Středočeský kraj a připravovala obklíčení Prahy.
- 21. srpna 1968, 5:00: Vojska postupovala západními Čechami, dokončeno obklíčení Prahy.
- 21. srpna 1968, 6:00: Vojska mířila na zbytek západních a jižních Čech a pomalu postupovala Prahou.
- 21. srpna 1968, 7:00: Vojska obsadila téměř celé Československo, ale stále neobsadila celou Prahu.
- 21. srpna 1968, 8:00: Vojska měla pod kontrolou všechny ulice Prahy.
- 21. srpna 1968, 9:00: Vojska obsadila a částečně zdemolovala sídlo Československého rozhlasu.

Prvním členem československé vlády, který se oficiálně dozvěděl o začínající invazi, byl ministr obrany Martin Dzúr. Představitelé velvyslanectví SSSR mu sdělili, že invaze probíhá se souhlasem vedení KSČ a varovali ho před ozbrojeným odporem československé armády, který by mohl přinést krveprolití. Dzúr přislíbil, že ČSLA odpor klást nebude, nicméně invazní jednotky jeho samotného internovaly během několika hodin.
Shodou okolností se týž večer v budově ÚV KSČ konala schůze předsednictva, které se zabývalo přípravou XIV. sjezdu strany. Právě tomuto předsednictvu oznámil invazi předseda vlády Oldřich Černík ve 23:40. Kolem půlnoci se do budovy ÚV KSČ dostavili prezident Ludvík Svoboda a ministr vnitra Josef Pavel. Předsednictvo ÚV KSČ pak krátce po půlnoci přijalo v poměru 7 : 4 usnesení pod názvem „Provolání všemu lidu Československé socialistické republiky“. V něm bylo deklarováno, že k invazi došlo bez vědomí představitelů republiky, kteří všichni zůstávají ve svých funkcích a žádají občany, aby zachovali klid a vojskům nekladli odpor. Proto ani československé ozbrojené složky (Československá lidová armáda, Sbor národní bezpečnosti a Lidové milice) nedostaly rozkaz k obraně vlasti a k aktivnímu boji proti invazním armádám. Provolání pak tajemník ÚV KSČ, novinář Zdeněk Mlynář, telefonicky nadiktoval do Československého rozhlasu. Stanice Praha a rozhlas po drátě už v té době vysílaly upozornění, aby posluchači nevypínali přijímače, probudili své sousedy a vyčkali důležité informace, která se v brzké době objeví ve vysílání. Provolání se poprvé objevilo v éteru v 1:50, ovšem na příkaz ředitele Ústřední správy spojů Karla Hoffmanna byl vyřazen z provozu středovlnný rozhlasový vysílač a fyzické vysílání tak bylo po prvních větách přerušeno, signál ovšem běžel v rozhlase po drátě, který pozornosti ÚSS a prookupačních techniků unikl. Soukromé osoby tak začaly šířit zprávy o invazi už během noci. Ve 2:30 bylo Provolání odvysíláno znovu.
Ještě před rozedněním obsadila budovu ÚV KSČ jednotka okupační armády spolu s několika příslušníky Státní bezpečnosti, kterými byli zatčeni a internováni první tajemník ÚV KSČ Alexander Dubček, předseda československé vlády Oldřich Černík, předseda Národního shromáždění Josef Smrkovský, předseda Národní fronty František Kriegel, člen ÚV KSČ Josef Špaček, tajemník ÚV KSČ Zdeněk Mlynář a někteří další čelní reformní komunisté. Ti také byli, kromě Mynáře, téhož dne odpoledne letecky dopraveni z Prahy do Moskvy.

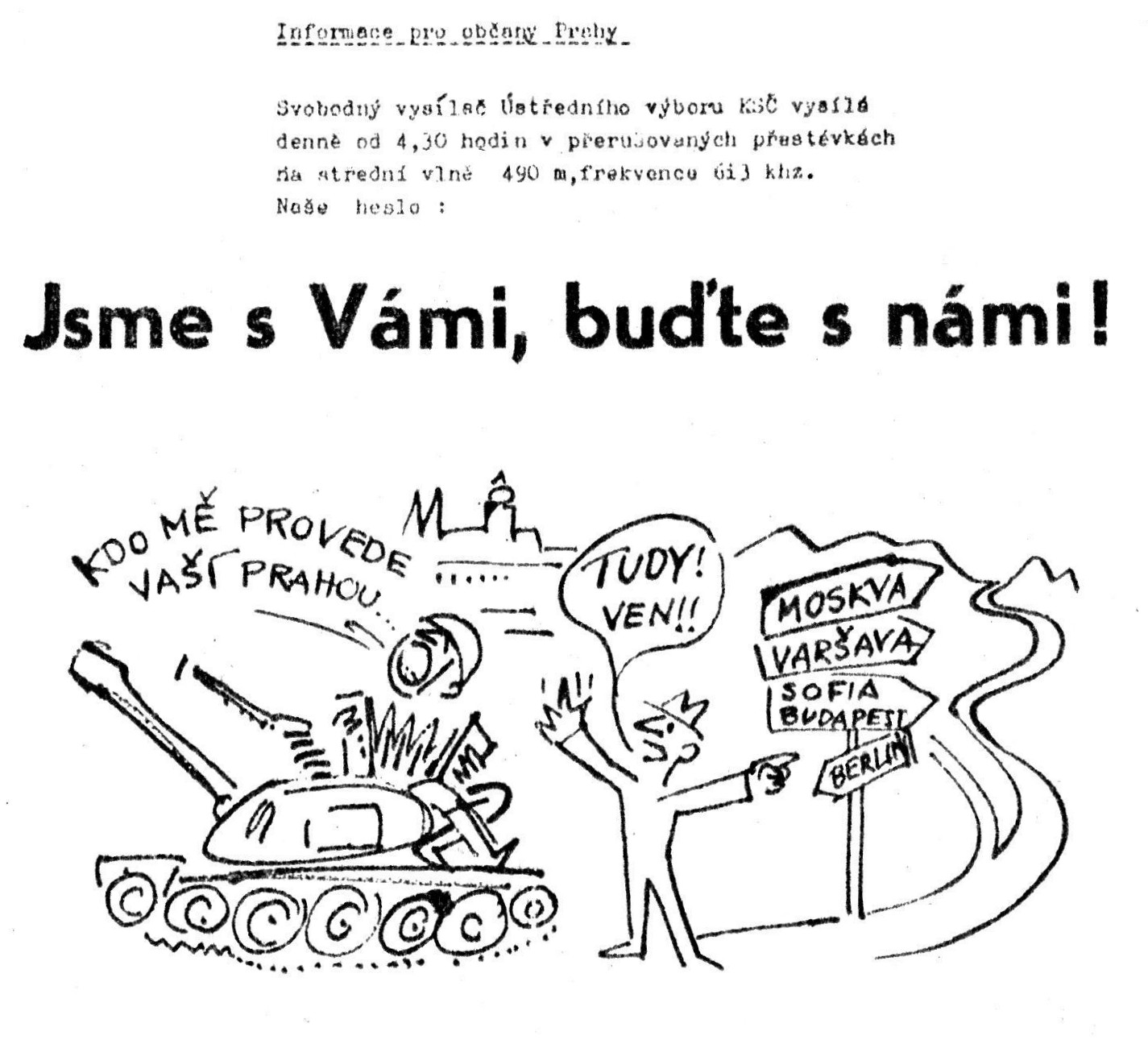
Informační leták Svobodného vysílače ÚV KSČ, legální orgán legální vlády

Rozhlasové vysílání pozemními vysílači bylo obnoveno ve 4:30. Opakovaně bylo odvysíláno Provolání, později i průběh masakru civilistů invazními vojsky na Vinohradské třídě. Kolem 9. hodiny vysílání z hlavní budovy rozhlasu umlklo za zvuků střelby sovětské pěchoty, pokračovalo však postupně z jiných rozhlasových studií umístěných po Praze i v krajských městech. Pracovníci rozhlasu přešli částečně do ilegality a od 11. hodiny pokračovali ve štafetovém vysílání, kdy se střídavě hlásila utajená studia po celé zemi. Podobně se činili pracovníci Československé televize poté, co okupační vojska obsadila a zdemolovala televizní studia – úkryt jim poskytli pracovníci ČKD Vysočany, odkud mohli vysílat alespoň zvukem díky rozhlasovému vysílači, krátce předtím zkompletovanému v blízkém závodě Tesla Hloubětín. Po informaci, že velká část ÚV KSČ byla internována, se televizní pracovníci prohlásili za „Svobodný vysílač ÚV KSČ“ a na symbolickou podporu Dubčekovu vedení komunistické strany přijali slogan „Jsme s vámi – buďte s námi!“ Samotné televizní vysílání z improvizovaných studií se podařilo obnovit jiným pracovníkům.

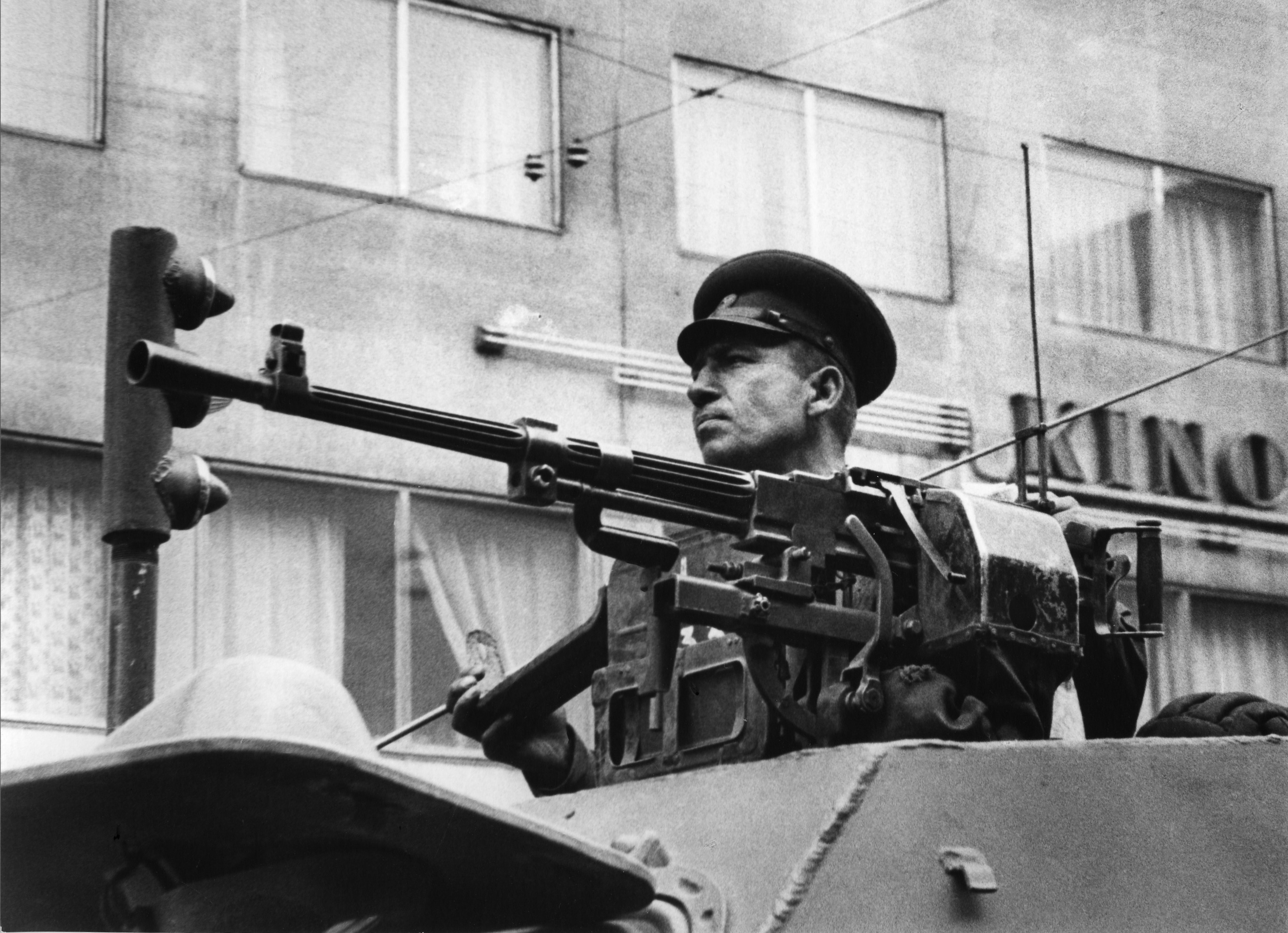
Velitel sovětského obrněného transportéru BRDM-1 projíždějícího Prahou v prvních dnech okupace (na lafetě je vidět kulomet SGMB)

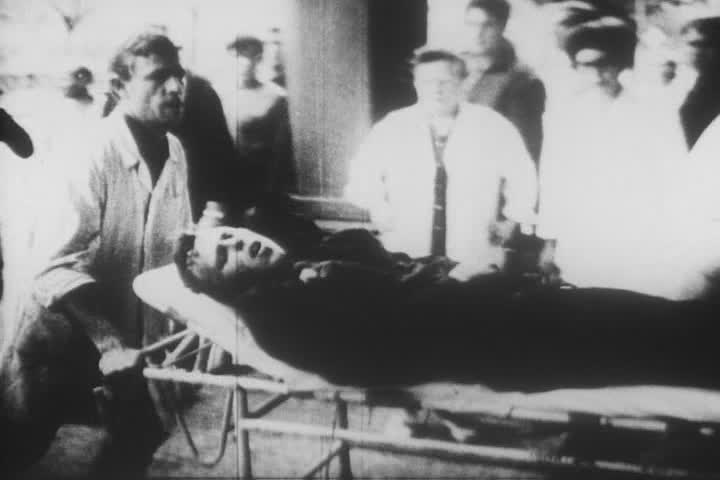
Sovětský voják, omylem postřelený spolubojovníky. Následkům zranění později podlehl.

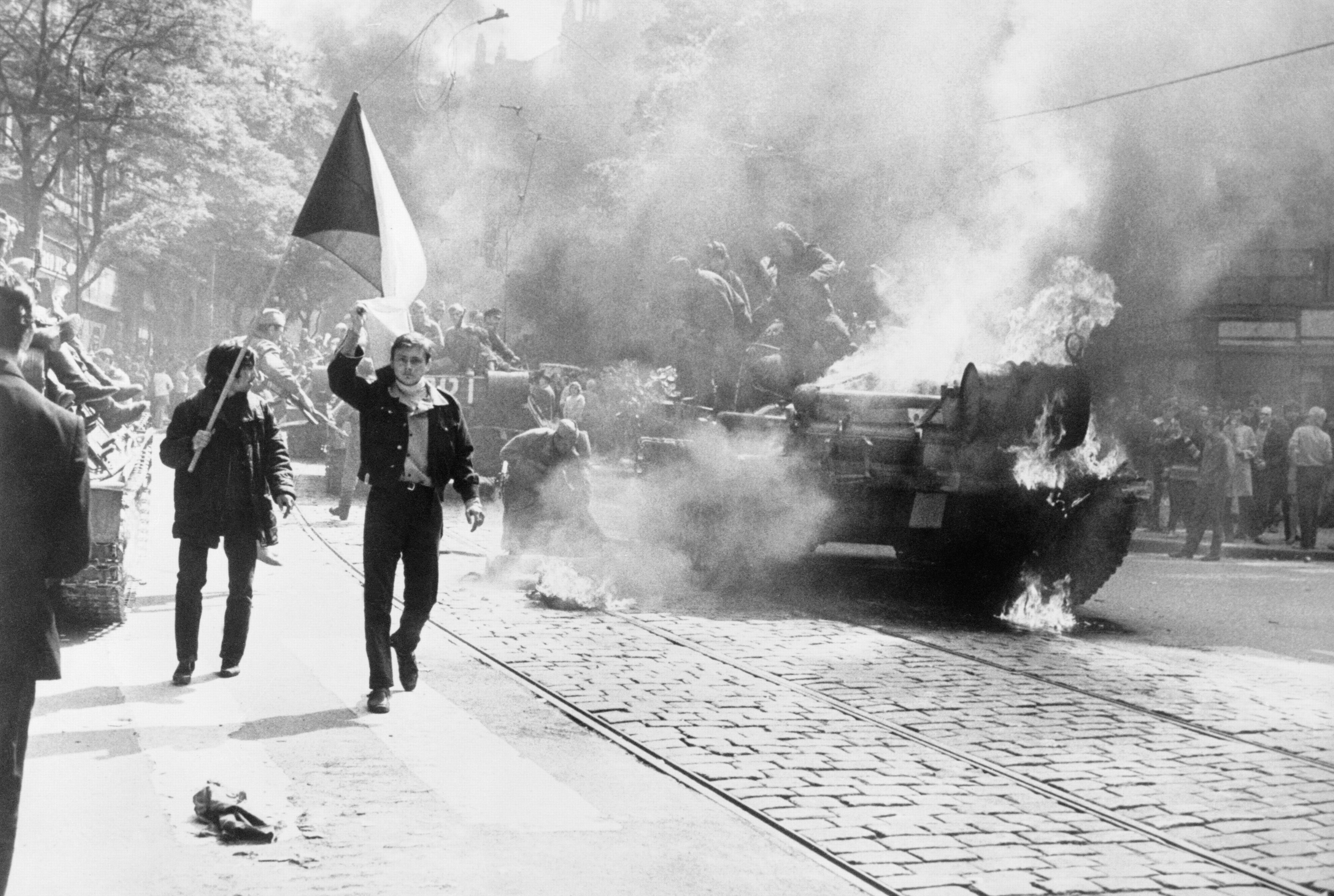
Pražané s vlajkou, v pozadí hořící invazní tank

Okolo páté hodiny ranní se poprvé ozvalo vysílání ilegální okupantské stanice Vltava, šířené na vlně 210 m ze stanoviště Wilsdruff nedaleko Drážďan. Vysílání špatnou češtinou a slovenštinou hájilo okupaci, Československý rozhlas se od něj distancoval a posluchače opakovaně upozorňoval, že jde o nepřátelské vysílání. Později bylo vysílání této stanice šířeno také z mobilního vysílače sovětské armády, přemístěného k městu Karl-Marx-Stadt na kmitočtu 1322 kHz. V prvních dnech okupace dále vysílala (pravděpodobně ze zahrady sovětského velvyslanectví v Praze) stanice Dělnický hlas republiky na střední vlně 1178 kHz a na krátkých vlnách 41 a 49 metrů. Z území Polska vysílala v prvním týdnu okupace v češtině rozhlasová stanice Záře. Zahraniční vysílání moskevského rozhlasu, které do té doby připravovalo jen dva hodinové pořady v češtině a slovenštině denně, rozšířilo po 21. srpnu 1968 vysílání v češtině a slovenštině na 24 hodin denně. Program byl šířen na dlouhých, středních a krátkých vlnách z území Sovětského svazu a dále z mobilních vysílačů sovětské armády, které byly rozmístěny po okupovaném Československu a vysílaly na středovlnných kmitočtech legálního Československého rozhlasu.
V první noc a den invaze vtrhlo na československé území přibližně 200 000 mužů pozemních i leteckých vojenských jednotek, objem invazních vojsk na konci týdne činil 27 plných bojových divizí (13 motostřeleckých, 12 tankových a 2 vzdušné výsadkové), počet techniky byl odhadován na více než 6300 tanků, kolem 2000 děl, 550 bojových a 250 dopravních letadel, přičemž přítomny byly i raketové prostředky. Vozidla okupačních vojsk byla označena bílými invazními pruhy, které měly zabránit případné palbě spřátelených jednotek: Z logiky Varšavské smlouvy totiž Československá lidová armáda disponovala stejnou nebo obdobnou technikou jako okupační vojska, tudíž by v případě jejího protiútoku měli okupanté problém rozlišit vlastní vozidla od vozidel „nepřátelské“ československé armády. K bojovým střetům však prakticky nedošlo, ČSLA se s ohledem na předchozí rozhodnutí ÚV KSČ omezila především na pasivní rezistenci a odmítnutí poskytnutí pomoci okupantům, ať už šlo o palivo, jídlo, pití nebo o ubytování v kasárnách. Na území republiky se vyskytovaly většinou vojenské jednotky sovětské, doplněna jednotkami polskými (v severovýchodních Čechách), bulharskými (na jižní Moravě, v jižních Čechách a místy na Slovensku), maďarskými (na jižním a středním Slovensku) a východoněmeckými (v západních Čechách; a to i přesto, že jejich účast na invazi byla předtím zamítnuta).
Veřejnost během prvního týdne okupace vyjadřovala podporu internovaným představitelům a kladla okupantům silný odpor, čímž zabránila ustanovení Dělnicko-rolnické vlády kolaborující s okupanty. Od 23. do 26. srpna 1968 probíhala v Moskvě jednání mezi zadrženými československými politiky a sovětským politbyrem. Všechny československé návrhy byly zamítnuty. 27. srpna 1968 byl podepsán tzv. moskevský protokol – jediným československým politikem, který ho odmítl (i přes soustavný nátlak) podepsat, byl předseda Národní fronty František Kriegel.
Po dalších jednáních v Moskvě ve dnech 3.–4. 10. a 14.–15. 10. 1968 byla 16. října podepsána a 18. října i ratifikována smlouva o podmínkách dočasného pobytu sovětských vojsk na území ČSSR. Tím byla legalizována přítomnost okupačních vojsk na neurčito, a to pod záminkou „zajištění bezpečnosti zemí socialistického společenství před sílícími revanšistickými snahami západoněmeckých militaristických sil“.

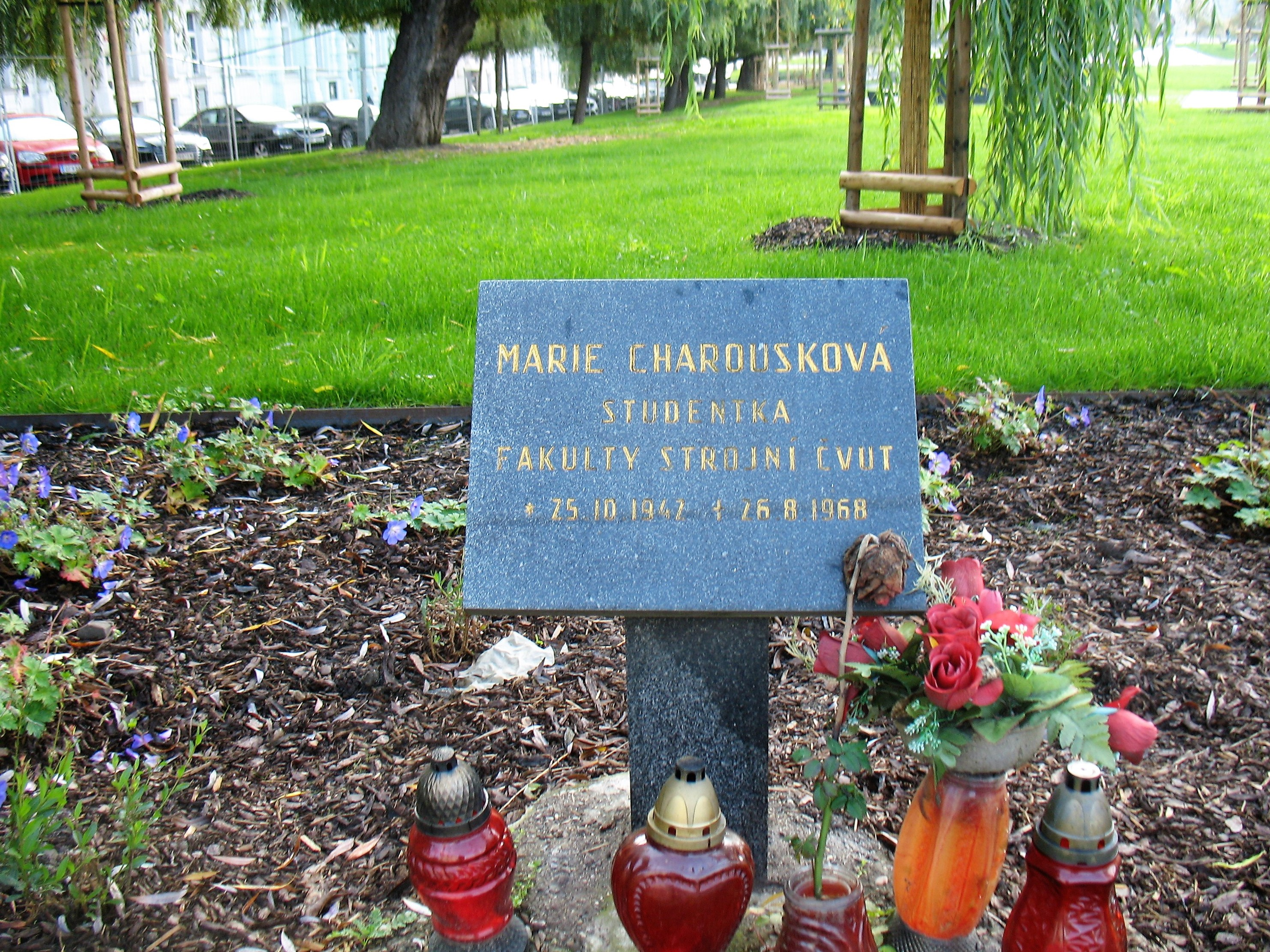
Pomníček Marie Charouskové, smrtelně postřelené 26. srpna 1968 v Praze na Klárově

### Ztráty
Od 20. 8. do 31. 12. 1968 zemřelo při střetech cizích vojáků s civilisty a při okupanty zaviněných dopravních nehodách celkem 108 občanů Československa, až do konce roku 1989 pak 402 civilistů, nejvíce z nich při autonehodách. Například 25. srpna 1968 zemřeli tři lidé v Prostějově poté, co v ulicích začali na civilisty střílet sovětští vojáci. Invaze měla za následek také emigraci přibližně 100 000 lidí do konce roku 1969, dalších 140–250 tisíc lidí pak emigrovalo do roku 1989. Sověti uváděli během prvního měsíce invaze 104 svých mrtvých.
Do ztrát lze počítat i pozdější protestní sebevraždy v ČSSR: 16. ledna 1969 se na protest proti potlačování svobod a pasivnímu přístupu veřejnosti k okupaci Československa upálil na Václavském náměstí v Praze student Jan Palach. Jeho čin inspiroval řadu napodobitelů, jichž do konce dubna 1969 bylo zřejmě 26, z toho 7 zemřelo. Mezi nejznámějšími byli Josef Hlavatý (čin spáchal 20. 1. 1969), Jan Zajíc (25. 2. 1969), Evžen Plocek (4. 4. 1969) a Michal Lefčík (11. 4. 1969).

## Zahraniční ohlasy

### Neutrální přístup

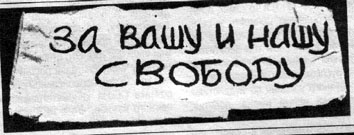
Za vaši i naši svobodu – transparent z protestu tzv. „Osmi statečných“ sovětských občanů na Rudém náměstí v Moskvě

Spojené státy americké na tuto skutečnost nijak nereagovaly, neboť pro ně byla přednější bilaterální dohoda se Sovětským svazem a poválečné rozdělení tehdejší Evropy respektovaly. Britská vláda nechtěla ohrozit své obchodní zájmy se SSSR a dalšími zeměmi Varšavské smlouvy. Některé socialistické státy odmítly vyslat své jednotky do ČSSR (například Rumunsko), jiné (například Jugoslávie) vyjádřily vedení KSČ podporu, nabídly dokonce i materiální pomoc.
Rakouský kancléř Josef Klaus v reakci na invazi zdůrazňoval neutralitu Rakouska a ministr zahraničí Kurt Waldheim nařídil rakouskému velvyslanci v Praze, aby československým občanům přestal vydávat rakouská víza, což velvyslanec Rudolf Kirchschläger ignoroval.
Německo, Itálie a Francie byly v roce 1968 zasaženy studentskými nepokoji a protest jejich vlád proti srpnové invazi byl spíše opatrný. Západoevropské vlády však poté začaly zvyšovat výdaje na obranu, a Francie přehodnotila svoji politiku nových vazeb se Sovětským svazem. Podle rakousko-amerického historika Güntera Bishofa „role NATO v obraně západní Evropy najednou opět nabyla na důležitosti a československá krize jí umožnila chytit druhý dech.“

### Souhlas s invazí
Invazi podpořil kubánský vůdce Fidel Castro, podporu invazi vyjádřily i dva asijské komunistické státy: Korejská lidově demokratická republika a Vietnamská demokratická republika.

### Nesouhlas s invazí

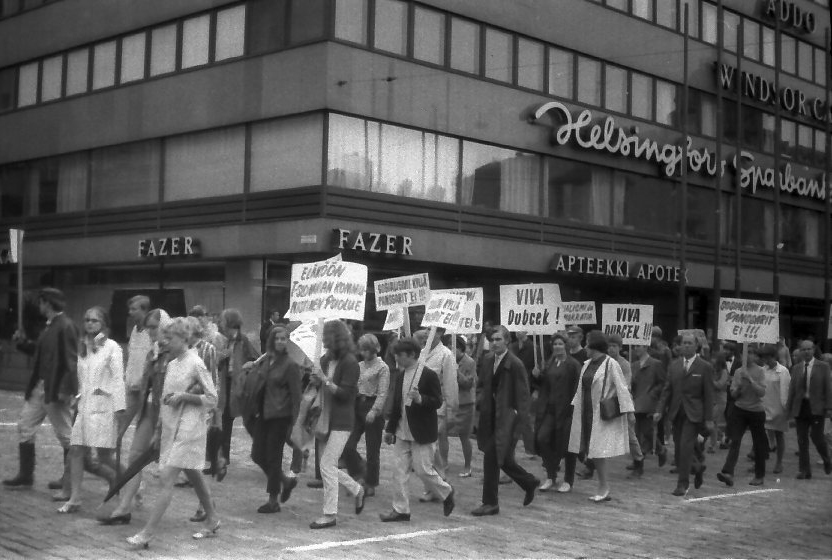
Protiokupační manifestace v Helsinkách, srpen 1968

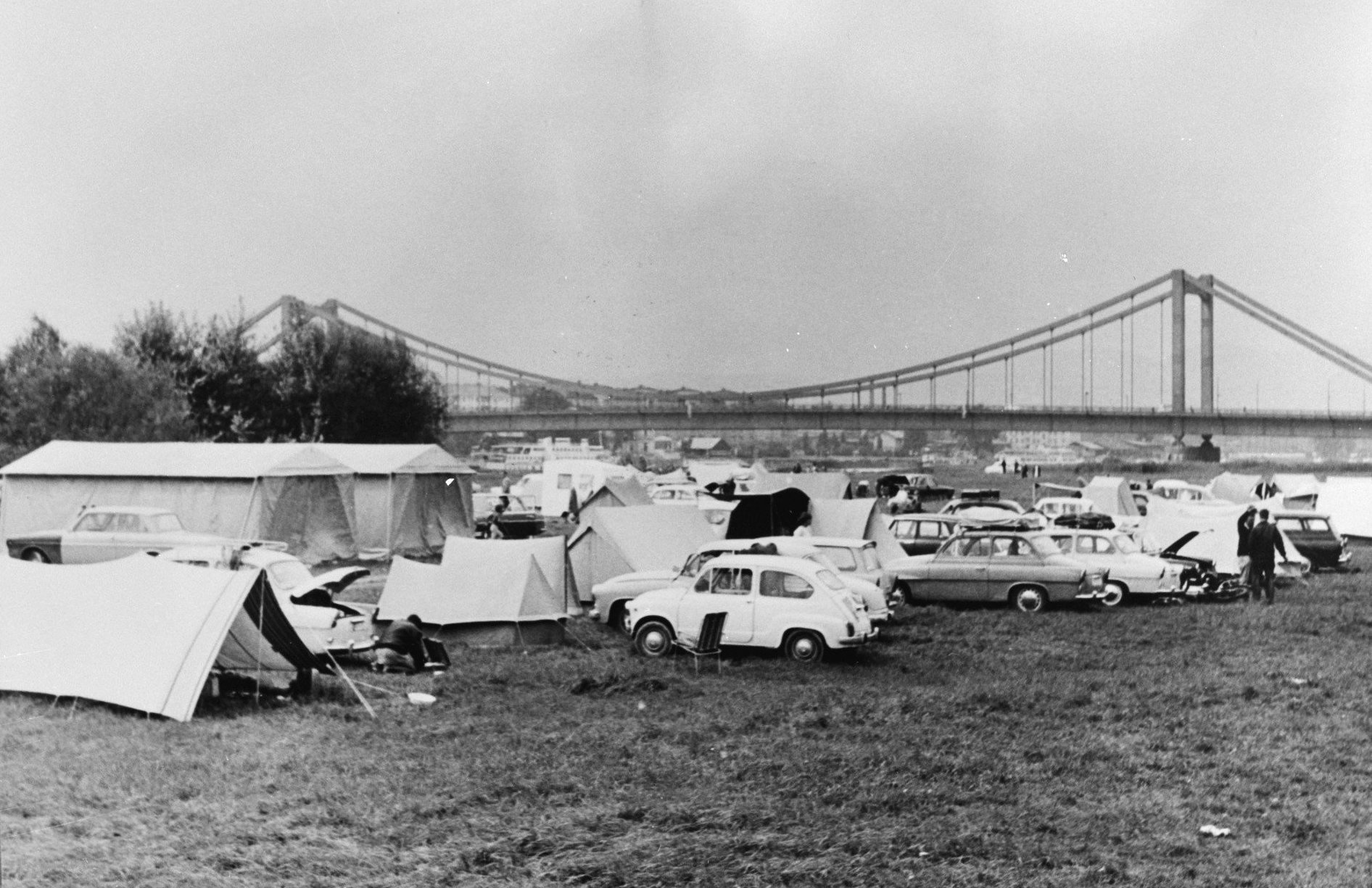
Uprchlický tábor pro Čechoslováky u Říšského mostu ve Vídni (Rakousko, 26. srpna 1968)

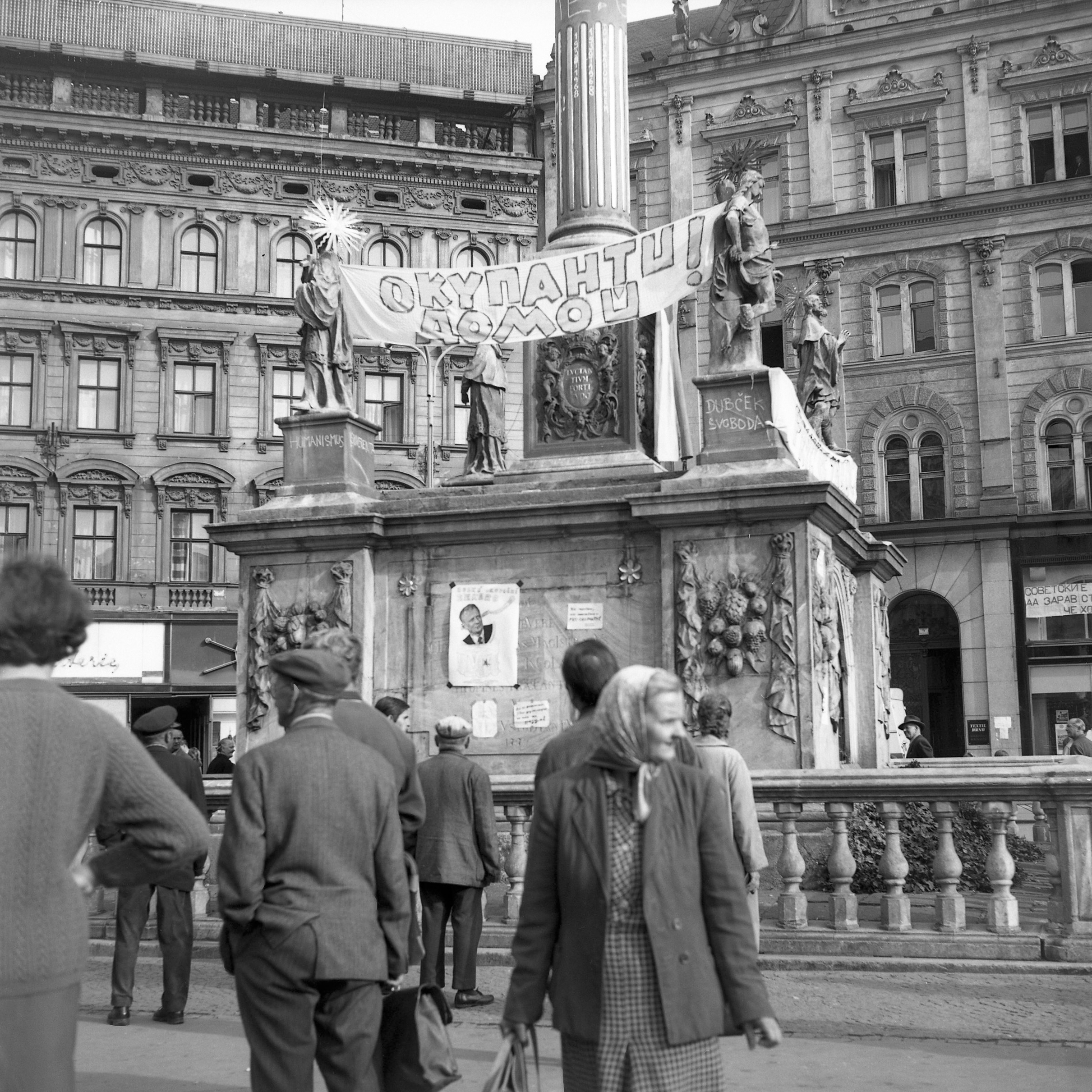
Protestní transparent na náměstí Svobody v Brně

Už 21. srpna se sešla Rada bezpečnosti OSN. Sovětský zástupce Jakov Malik na ní prohlásil, že se v Československu nic zvláštního neděje a všechno funguje normálně. Rezoluci odsuzující invazi připravenou Spojenými státy a Velkou Británií schválilo 10 zemí, tři státy (Indie, Pákistán, Alžírsko) se zdržely, proti byl Sovětský svaz a Maďarsko. Malik však následně přijetí rezoluce vetoval.
Navzdory zdrženlivé reakci západních evropských vlád měla invaze významný ohlas mezi veřejností.
Jiné socialistické a komunistické státy se více či méně postavily proti invazi. Zatímco Rumunsko „pouze“ odmítlo vyslat své vojenské jednotky do ČSSR, pak Jugoslávie dokonce vyjádřila podporu reformnímu vedení KSČ a nabídla i materiální pomoc.
Invazi ostře odsoudil čínský vůdce a předseda Komunistické strany Číny Mao Ce-tung, přičemž prohlubující se roztržka mezi SSSR a Čínou vedla v roce 1969 k ozbrojenému čínsko-sovětskému konfliktu a pročínsky orientovaná Albánie pod vedením Envera Hodžy dokonce na protest proti invazi vystoupila z Varšavské smlouvy.
Také téměř všechny západoevropské komunistické strany invazi odsoudily, včetně Komunistické strany Španělska, která byla v době Francova režimu v ilegalitě, a mezi západoevropskými komunisty se začal prosazovat eurokomunismus a odklon od Východního bloku. Z 88 komunistických stran světa intervenci v Československu podpořilo pouze deset. Odmítavá reakce Francouzské komunistické strany bývá považována za první případ, kdy tato veřejně nepodpořila mezinárodní akci Sovětského svazu.
V některých zemích, podílejících se na okupaci, se pak objevily individuální protesty:
- Dne 25. srpna 1968 se na moskevském Rudém náměstí sešla k demonstraci skupinka osmi sovětských občanů (v českém prostředí známá často jako „osm statečných“) – Konstantin Babickij, Taťána Bajevová, Larisa Bogorazová, Natalja Gorbaněvská, Vadim Delone, Vladimir Dremljuga, Pavel Litvinov a Viktor Fajnberg – kteří nesli československou vlaječku a transparenty s nápisy Ztrácíme nejlepší přátele, Hanba okupantům, Ruce pryč od ČSSR, Za vaši i naši svobodu, Svobodu Dubčekovi, Ať žije svobodné a nezávislé Československo.[50][51] Během okamžiku byli zatčeni a následně strávili několik let ve vězeních či ústavech.
- Dalším protestujícím v tehdejším Sovětském svazu byl Gruzínec Revaz Cincadze, který předsedovi Rady ministrů Alexeji N. Kosyginovi napsal 14. března 1970 dopis, který zahájil slovy: „Vyjadřuji svůj rozhodný, rozhněvaný protest v souvislosti s náhlým, sprostým, ničím neodůvodněným vpádem sovětských vojsk na území Československa. Proti nám a proti této věrolomnosti povstal celý svět.“ Za napsání tohoto dopisu byl zatčen a podroben psychiatrickému vyšetření, byla mu diagnostikována schizofrenie a téměř dva roky byl pak držen v psychiatrické léčebně v Kazani.[52]
- Dne 8. září 1968 se na celostátních dožínkových slavnostech na varšavském stadiónu zapálil na protest proti okupaci Ryszard Siwiec.[50] Na následky popálenin o čtyři dny později zemřel. I když jeho čin viděly tisíce lidí, režimu se podařilo přesvědčit veřejnost, že se jednalo o duševně narušeného jedince, takže pravý motiv jeho sebeupálení vyšel najevo až po roce 1989.
- V Maďarsku se poté na protest proti okupaci upálil učeň Sándor Bauer.
- V Lotyšsku se o sebeupálení pokusil student matematiky Elijahu Rips, který svůj čin přežil.[53]

## Pobyt vojsk na československém území

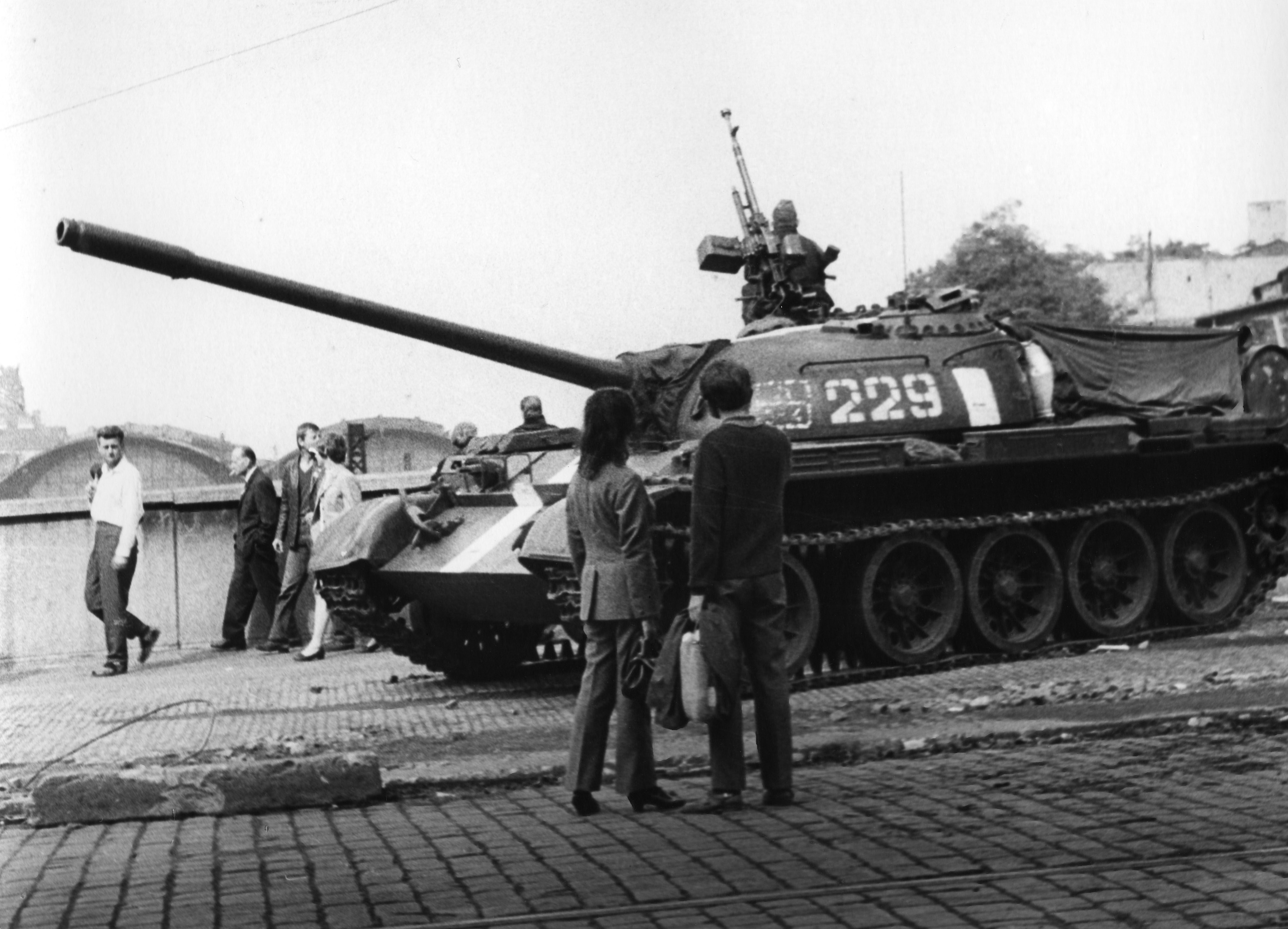
Sovětský tank v Praze 21. srpna 1968

Od září 1968 se většina vojsk začala z Československa stahovat – do 4. listopadu 1968 odešly všechny jednotky bulharské, maďarské, polské i východoněmecké, stejně tak i většina jednotek sovětských.
Sovětská armáda však neodešla úplně, zůstaly zde tři motostřelecké divize, dvě tankové a jedna letecká. Mezinárodní smlouvou z 16. 10. 1968 byl umožněn pobyt formací o celkové síle 75 000 osob. Sovětské posádky se nacházely v Československu na celkem třiatřiceti lokalitách a československá armáda jim musela předat pět svých vojenských výcvikových prostorů (Milovice, Libavá, Ralsko, Malacky a Lešť), několikerá kasárna (např. Horňátky, Rokytnice v Orlických horách, Česká Třebová, Josefov, Mladá Boleslav, Turnov, Vysoké Mýto) i některé civilní objekty (např. nemocnice Kostelec nad Černými lesy, vojenská nemocnice v Josefově). V Milovicích bylo zřízeno velitelství sovětské Střední skupiny vojsk a vybudováno de facto nové město s tisíci byty; mezi Milovicemi a Moskvou také jezdil každý den vlakový spoj.
Sovětská armáda pobývala v Československu až do odsunu v letech 1990–1991, přičemž snižování početního stavu fyzicky začalo již v dubnu 1989 a skončilo v červnu 1991. V celkem 825 transportech bylo odsunuto 73 500 vojáků a 39 000 rodinných příslušníků, 1 220 tanků, 2 500 bojových vozidel pěchoty a obrněných transportérů, 105 letadel, 175 vrtulníků a 95 000 tun munice. Poslední železniční transport opustil československé území 21. června 1991, symbolickou tečku za pobytem učinil velitel Střední skupiny vojsk generálplukovník Eduard Vorobjov, jenž odletěl 27. června 1991.

## Hodnocení okupace v následujících letech

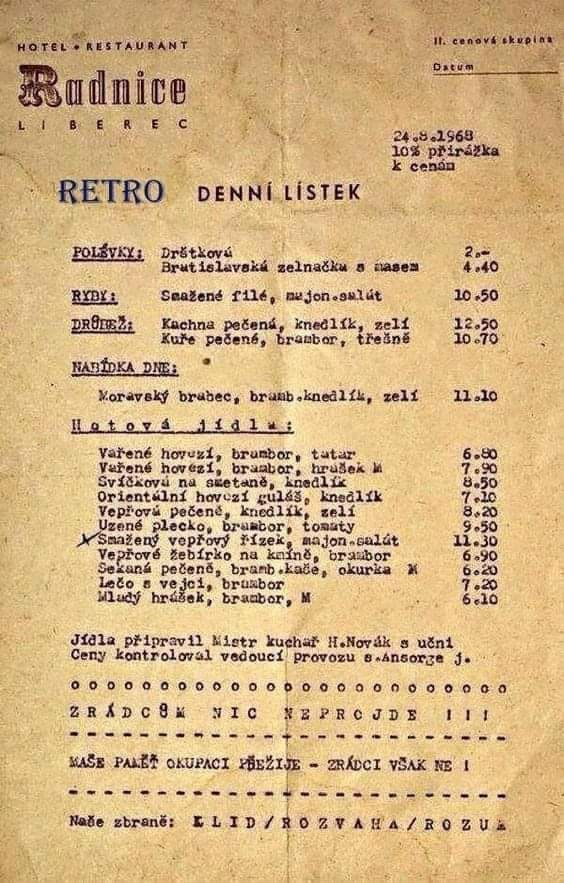
Humor byl pár měsíců po invazi jednou z mála zbraní proti okupaci. Povšimněte si data vpravo nahoře, a druhé věty (od konce) tohoto jídelního lístku.

### Protesty během prvního výročí v roce 1969
Výraznější protesty se v ČSSR konaly na první výročí začátku okupace, zejména v Praze a Brně, byly však brutálně potlačeny československými pořádkovými jednotkami.
- 16. srpna 1969 se v Praze začali jednotliví občané scházet u sochy svatého Václava na Václavském náměstí a v následujících dnech se jejich počty zvyšovaly.
- 20. srpna 1969 se konaly první rozsáhlejší střety demonstrantů s pořádkovými silami, které použily střelbu ostrými náboji. Příslušníci Lidových milic tehdy při střelbě samopaly do davu v ulici Králodvorské, poblíž náměstí Republiky, zabili osmnáctiletého Františka Kohouta a devatenáctiletého Vladimíra Krubu.
- 21. srpna 1969 bylo v pražských ulicích na 150 tisíc demonstrujících, kteří sváděli pouliční boje s ozbrojenými složkami. Na Tylově náměstí byl milicionáři postřelen čtrnáctiletý Bohumil Siřínek, který o tři dny později zemřel.[57]
- Téhož dne se protestů v Brně zúčastnilo 15 až 30 tisíc osob.[58] Téměř celé centrum města se stalo dějištěm pouličních bojů, během nichž byli milicionáři nebo příslušníky SNB zastřeleni dva náhodní kolemjdoucí, osmnáctiletá Danuše Muzikářová a 28letý Stanislav Valehrach.[59] Rozsáhlé protesty tehdy proběhly také v Liberci.[58] Veškeré demonstrace ale byly potlačeny pořádkovými silami, příslušníky SNB, milicionáři a armádou.[57]

Kromě pěti zabitých občanů a dalších desítek raněných během protestů, některých z nich těžce a s trvalými následky, zemřeli v tomto období také 27letá Bohuslava Mazná, která se svým skútrem narazila pozdě večer 24. srpna 1969 u vysílače Cukrák do neosvětleného transportéru, a neznámý voják (možná vojín J. Pavlík) v kasárnách ve Strašicích kvůli nekázni při rovnání tanků před výjezdem (asi 22. srpna).
V dalších letech se již kvůli normalizaci žádné protesty nekonaly.

### 70. léta a pohled konzervativní komunistické politiky

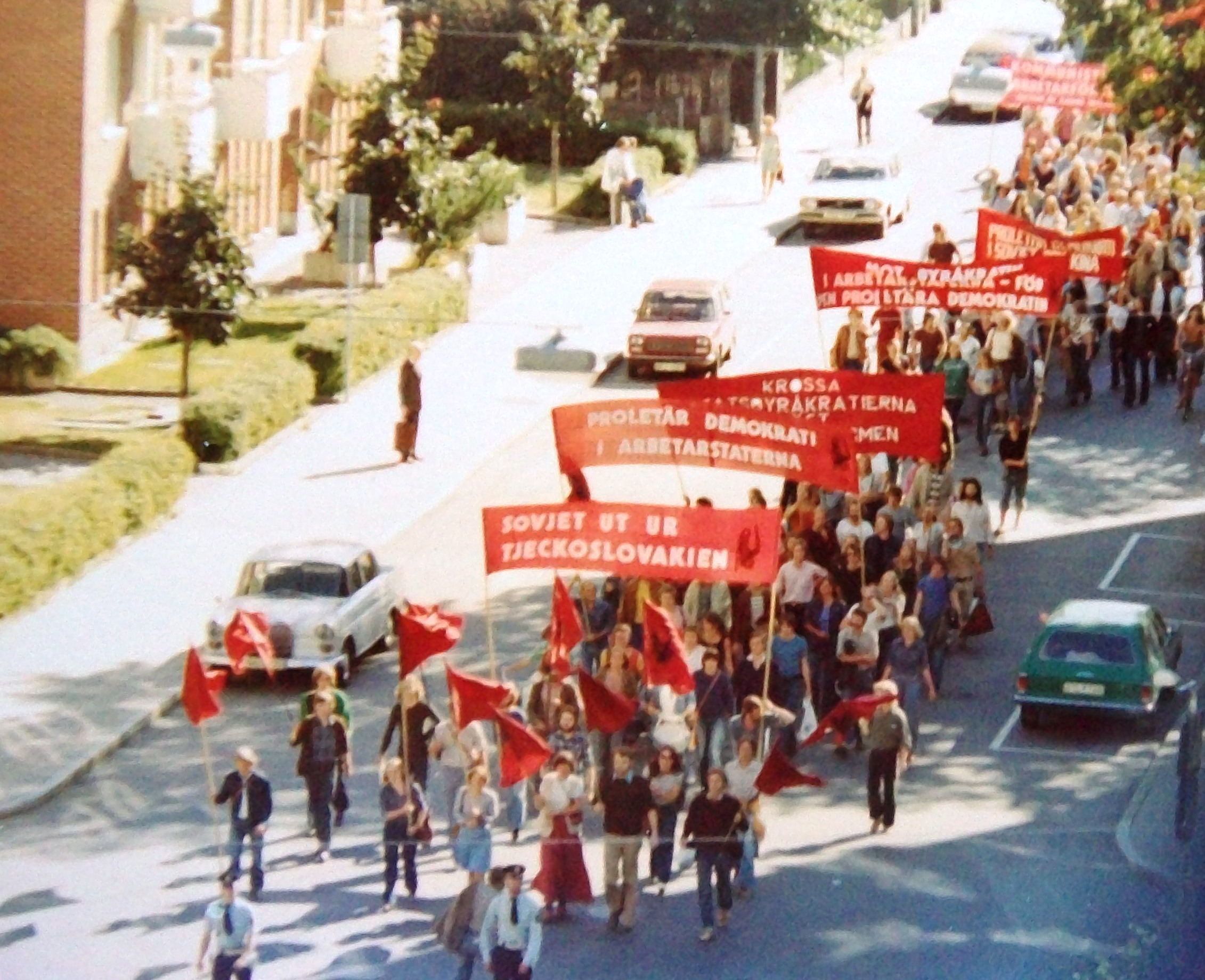
21.8.1974 proběhl před budovou ČS. ambasády ve Stockholmu protest proti okupaci.

Přítomnost armád Varšavské smlouvy (resp. později pouze armády SSSR) měla za úkol zabránit takovému politickému vývoji v ČSSR, který byl podle chápání konzervativních politiků KSSS i KSČ nežádoucí. Zejména bylo záhodno potlačit sílící vliv nekomunistické až protikomunistické opozice v Československu a zachovat dominantní vliv SSSR na zdejší politický, hospodářský a vojenský vývoj. Tyto záměry byly naplněny i přes počáteční odpor velké části (pravděpodobně i většiny) obyvatel Československa. Faktickým úspěchem pak byla tzv. normalizace politických poměrů, zejména v 70. letech.

### 1989: Omluvy původních účastníků okupace
11. srpna 1989 Maďarsko: Maďarská socialistická dělnická strana zveřejnila svůj názor na zásadně nesprávné rozhodnutí o napadení Československa.
21. srpna 1989 Polsko: Sněmovna Národního shromáždění Polska při příležitosti 21. výročí vojenské intervence přijala usnesení o odsouzení ozbrojených zásahů. V lednu 1990 se pak za účast polských vojsk na invazi omluvil polský prezident Wojciech Jaruzelski, který v roce 1968 působil jako polský ministr obrany a podepsal rozkaz ke vstupu polské armády na území Československa.
1. prosince 1989 Východní Německo: Lidové shromáždění NDR schválilo omluvu československému lidu za zapojení NDR do vojenské intervence. Roku 2008 také německá kancléřka Angela Merkelová, která sama vyrůstala a žila v NDR, invazi odsoudila a vyjádřila stud a lítost nad tím, že Německá demokratická republika invazi do Československa aktivně podporovala.
2. prosince 1989 Bulharsko.
4. prosince 1989 Varšavská smlouva a Sovětský svaz: Vedoucí představitelé pěti států Varšavské smlouvy na společné schůzce v Moskvě vydali prohlášení odsuzující vojenskou intervenci ze srpna 1968 jako vměšování do vnitřních záležitostí jiné země.
Pod vedením Michaila Gorbačova prohlásil SSSR, že „mise na záchranu socialismu byla lží a výsledkem neadekvátního přístupu a vměšováním se do záležitostí spřátelené země, tudíž bylo toto rozhodnutí nepodložené a chybné.“ V únoru 1990 navštívil československý prezident Václav Havel Moskvu a Sovětský svaz tehdy vyslovil nad okupací Československa politování. V roce 1993 invazi odsoudilo i nové Rusko ústy prezidenta Borise Jelcina: „Vpád odsuzujeme jako agresi, jako útok na svrchovaný, samostatný stát, jako vměšování do jeho vnitřních záležitostí.“ K těmto slovům se přihlásil i pozdější ruský prezident Vladimir Putin, který uznal v roce 2006 morální odpovědnost Ruska za invazi.

### 90. léta: postoj Československa a přístup ČR/SR k iniciátorům
Během Sametové revoluce v listopadu 1989 nařídil generální tajemník ÚV KSSS Michail Gorbačov, aby sovětští vojáci zůstali v kasárnách a do společenských změn v Československu nijak nezasahovali. Zároveň Gorbačov varoval tehdejší vedení KSČ před použitím síly proti demonstrantům a velitel Střední skupiny sovětských vojsk generál Eduard Vorobjov dostal od Gorbačova příkaz, aby zabránil případnému ozbrojenému zásahu československých ozbrojených sil proti demonstrantům.
3. prosince 1989, tedy krátce po zahájení Sametové revoluce, vydala československá federální vláda stanovisko, ve kterém označila srpnovou invazi v roce 1968 za protiprávní, nesoucí všechny znaky porušení mezinárodního práva dvou suverénních států.
6. prosince 1989 vznikla expertní skupina pro zahájení jednání o odchodu sovětských vojsk z Československa. Po jednání Václava Havla s Michailem Gorbačovem bylo předběžně dohodnuto, že bojové jednotky odejdou do 30. června 1990, servisní do poloviny 1991. Poslední vojáci okupačních vojsk odešli z území Československa 21. června 1991.
Ačkoliv česká i slovenská veřejnost invazi vojsk odsuzuje, autoři tzv. Zvacího dopisu, kteří i podle tehdejších zákonů spáchali vlastizradu, nebyli nikdy potrestáni.

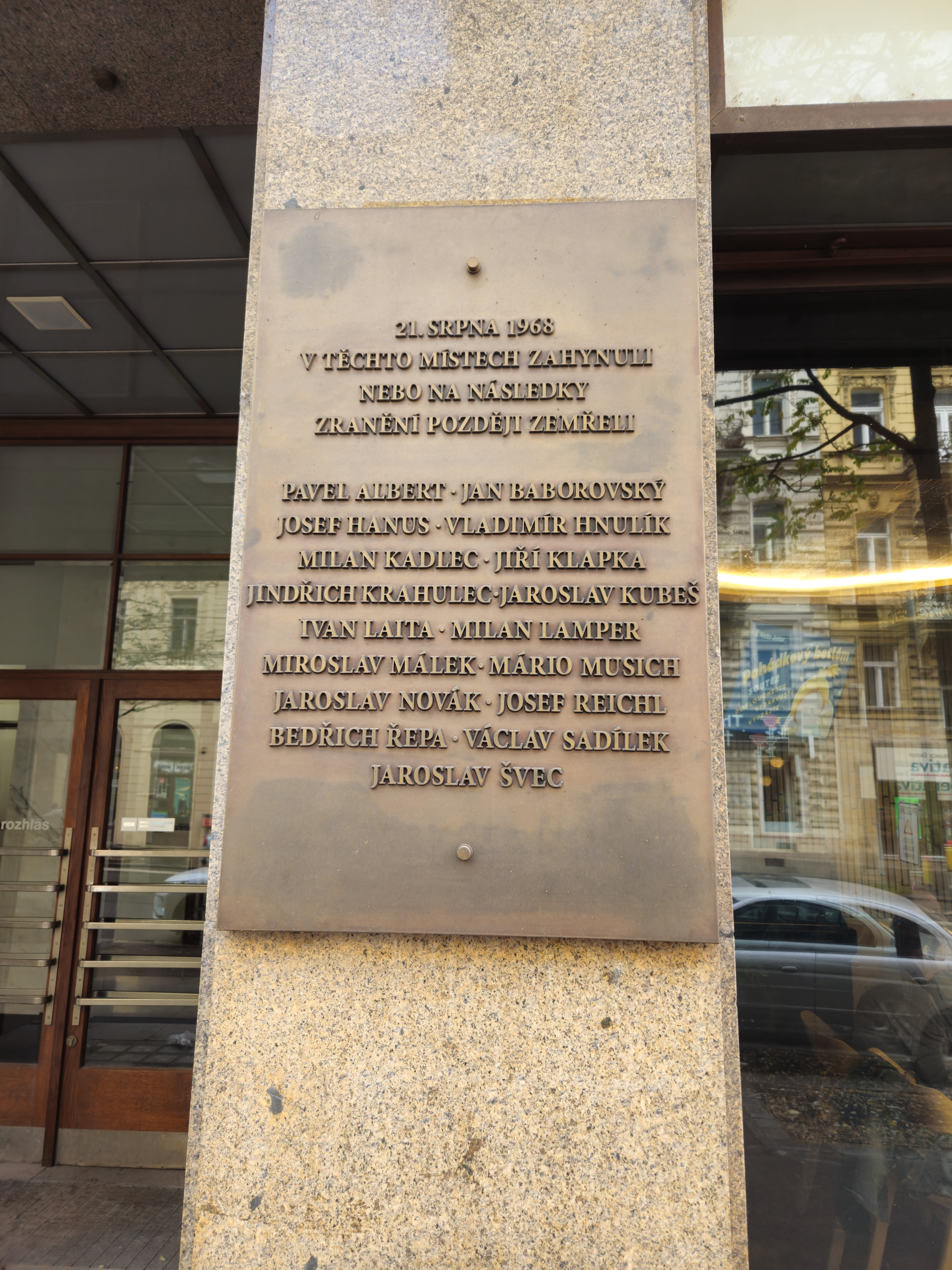
Pamětní deska obětem invaze ze srpna 1968 na budově Českého rozhlasu
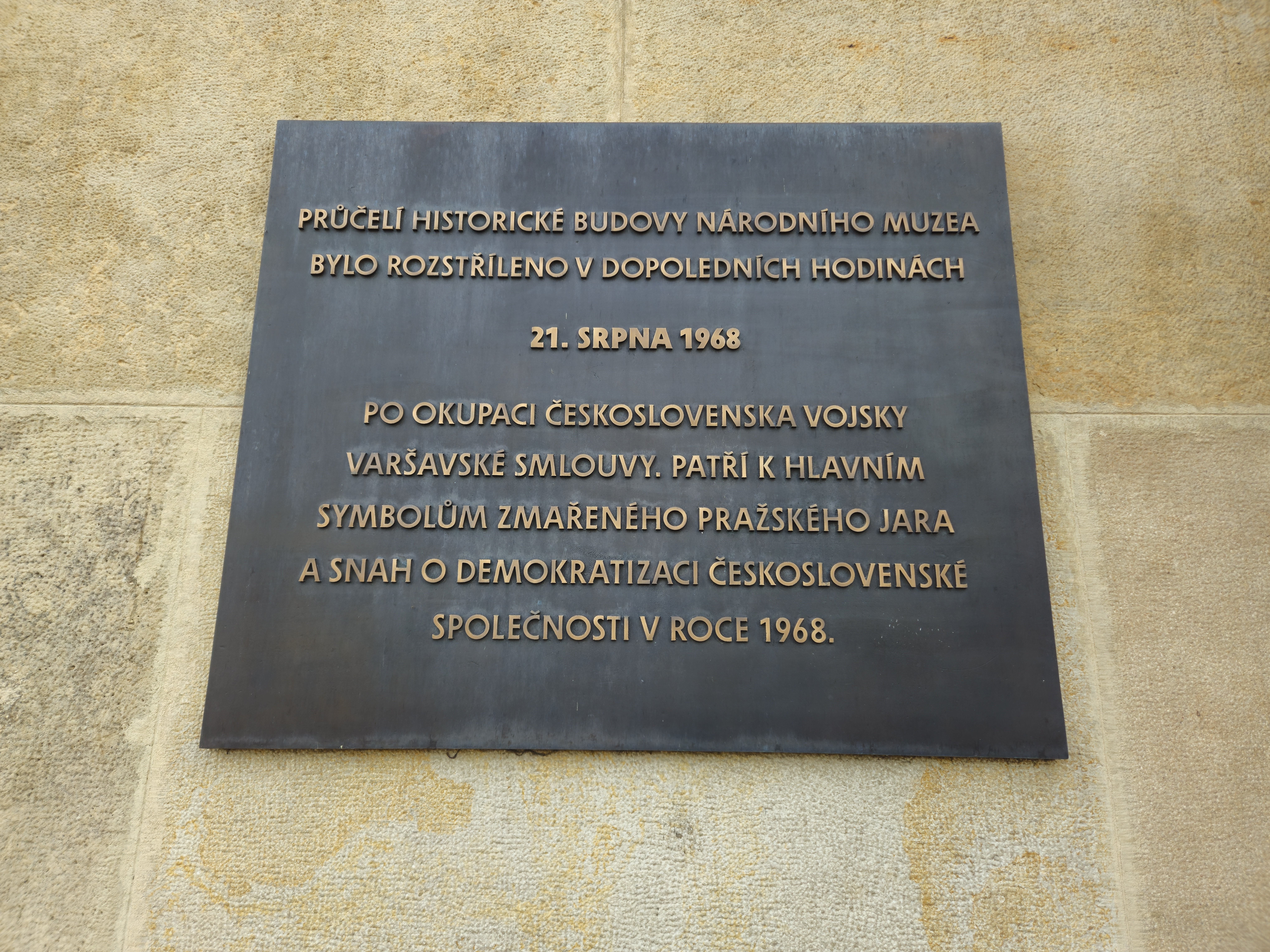
Památeční deska na budově Národního muzea
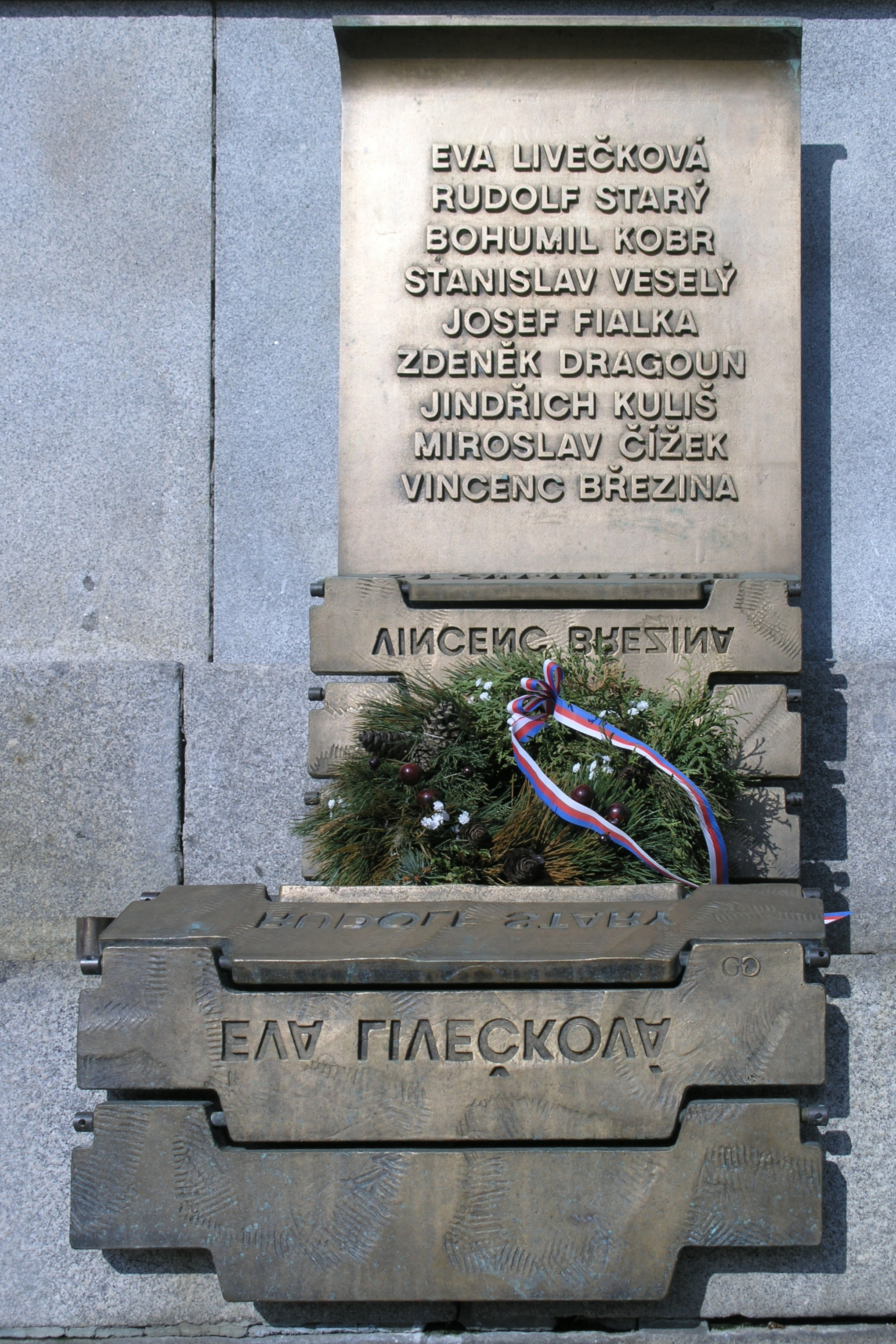
Pamětní deska na Liberecké radnici, městem v srpnu 1968 projížděla polská vojska
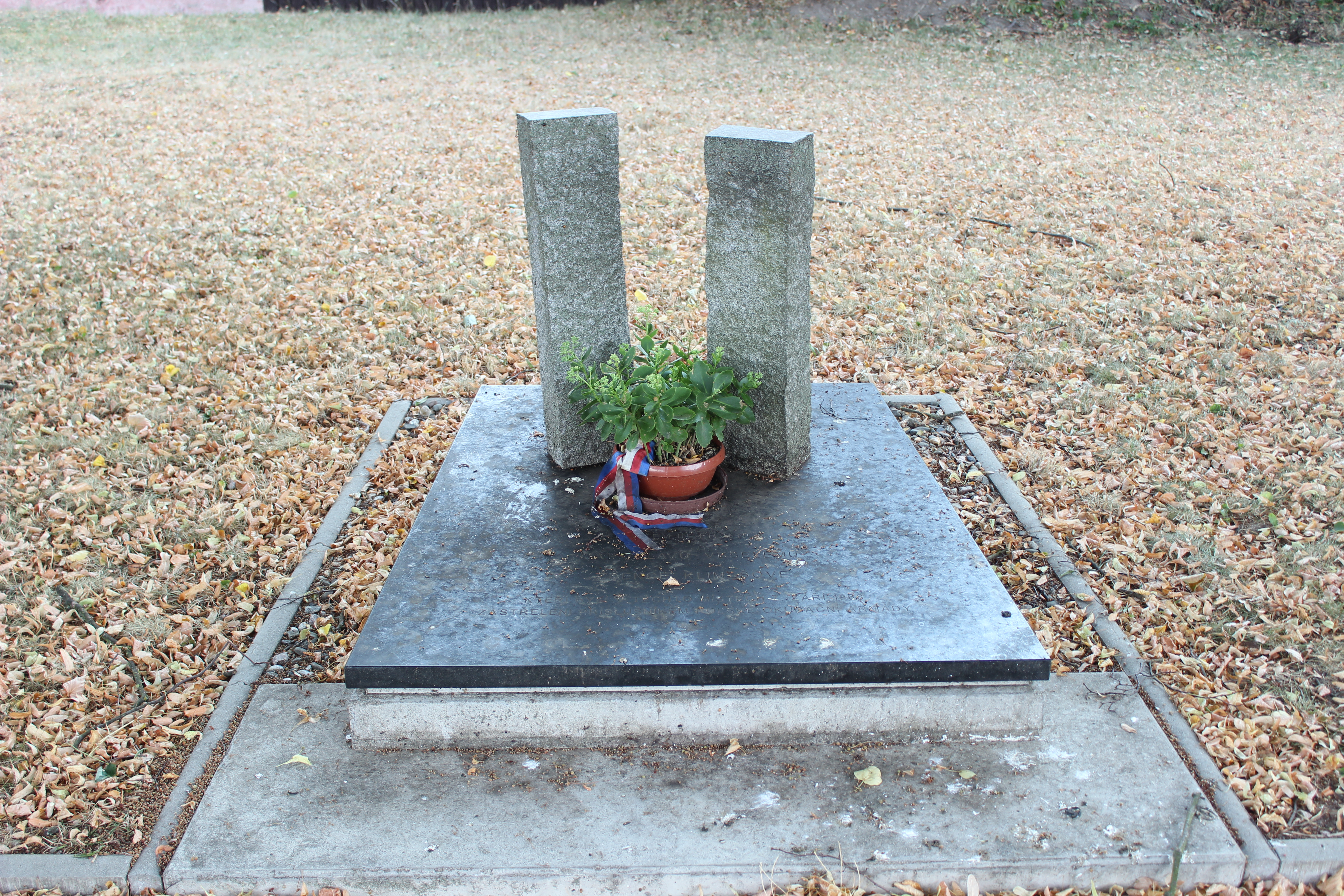
Pomník v Jičíně, v srpnu 1968 zde byly zastřeleny dvě oběti vojákem polské armády
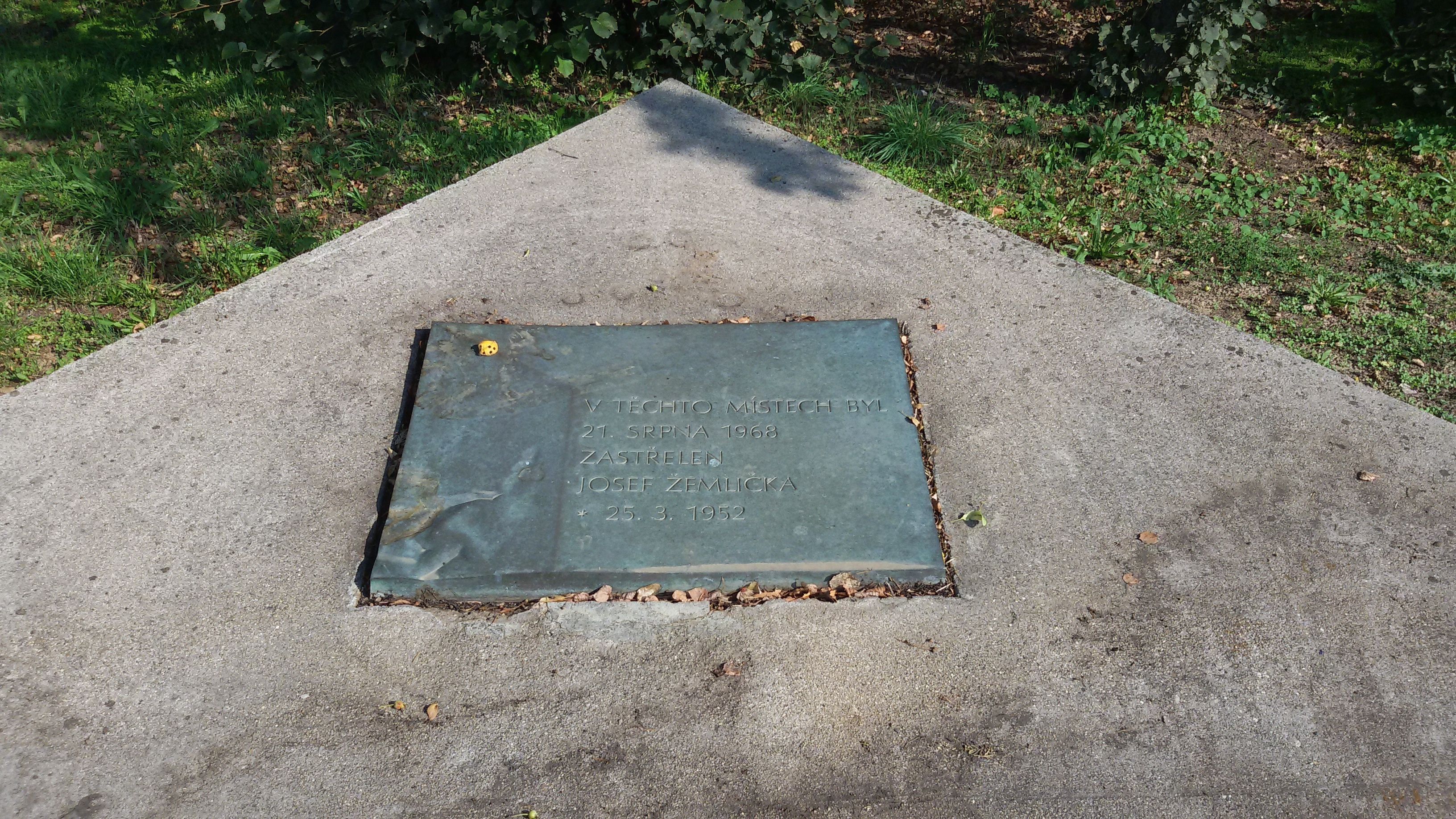
Pamětní deska v Brně, kde byl 21. srpna 1968 zastřelen mladý člověk vojákem sovětské armády
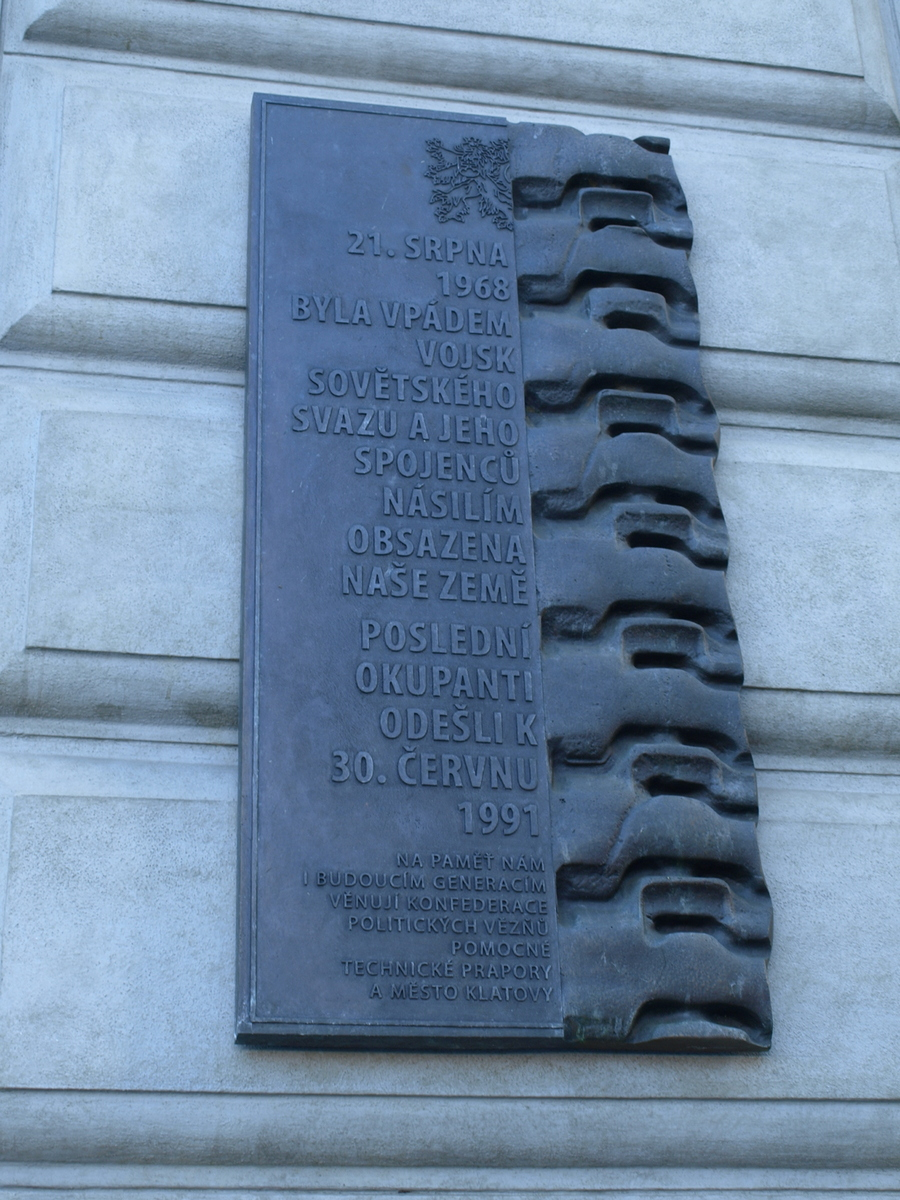
Pamětní deska v Klatovech, městem v srpnu 1968 projížděla vojska Varšavské smlouvy

### Ruská obhajoba invaze po roce 2015

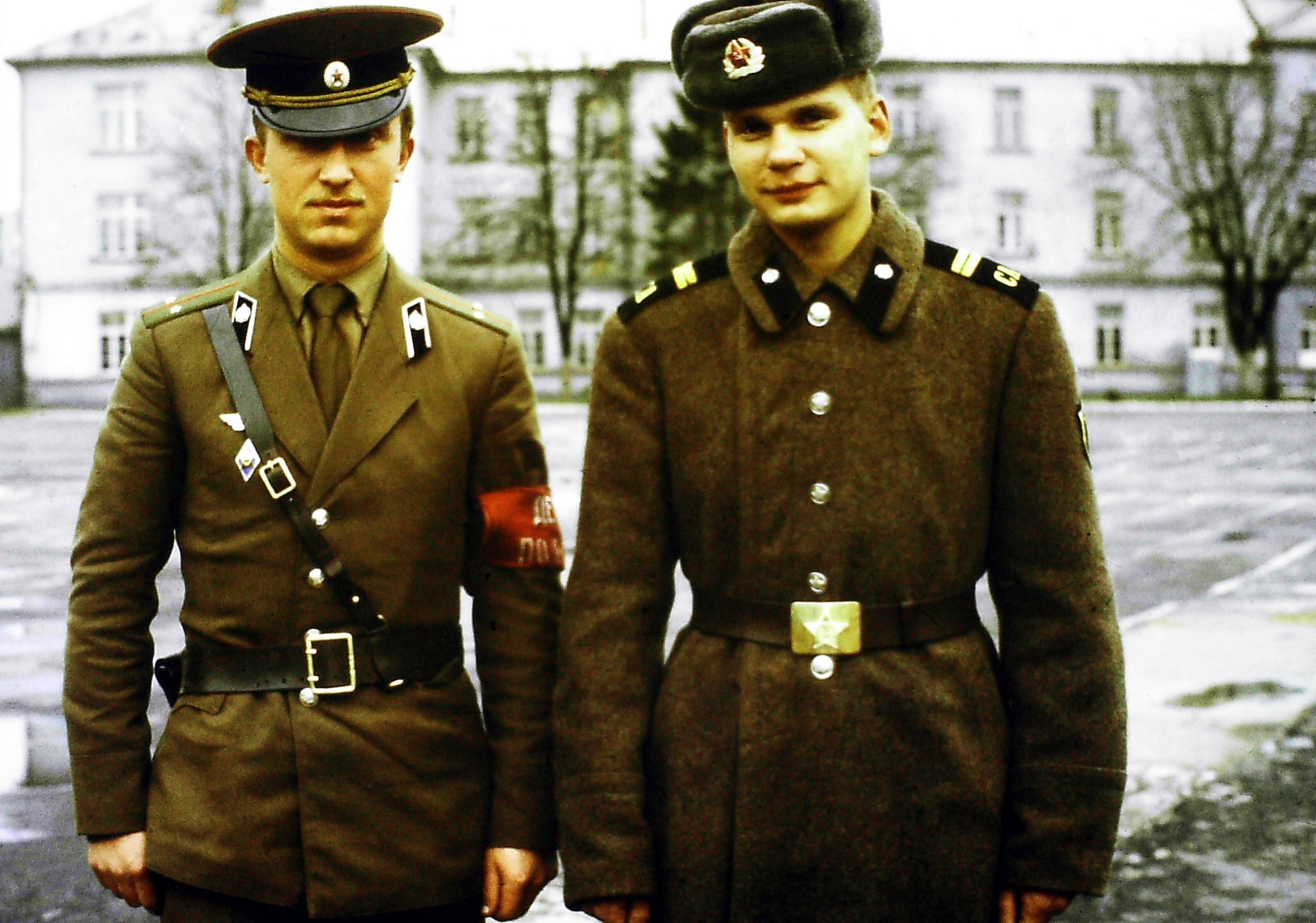
Sovětští vojáci ve Vysokém Mýtu - 1987.

V roce 2015 natočila ruská státní televize Rossija 1 dokument Varšavská smlouva. Odtajněné stránky (rusky Варшавский договор. Рассекреченные страницы). Invazi popsala jako zásah proti připravovanému převratu, prevenci proti invazi NATO a „vážnou zkoušku sjednocených ozbrojených sil Varšavské smlouvy“. Podle filmu byla hranice se západním Německem dokořán, v Československu bylo 368 000 západních Němců, v Praze a dalších městech se našly tajné sklady zbraní, „s jejichž pomocí chtěli nepřátelé československého lidu vytvořit situaci beztrestného teroru a dovést věci k ozbrojeným srážkám a krveprolití“. Invaze do Československa tak prý byla nutná, protože se v zemi chystal ozbrojený převrat. Odpovědnost za invazi přičítá film pražské opozici a její „úderné síle“ Klubu 231, jehož členy film označuje za odsouzené esesáky, fašisty a kolaboranty. Vzpomínky poslance ruské Státní dumy Jurije Sinělščikova, který se invaze účastnil jako četař spojovacího praporu, na „palbu z ručních kulometů a automatických zbraní po sovětských vojácích v shora otevřených transportérech“ a na „hořící tanky“, jsou prostříhány se sovětským propagandistickým filmem z roku 1969 Československo, rok zkoušek, ve kterém v pražských ulicích hynou „potomci osvoboditelů“ z května 1945. Jeden z nejpopulárnějších ruských deníků Gazeta.ru však označil film za neobjektivní, revizionistický a škodící Rusku. Český prezident Miloš Zeman tento film ostře kritizoval, označil invazi za zločin a řekl, že „ruská televize lže a žádný jiný komentář, než že je to novinářská lež, se k tomu říci nedá.“ Český ministr zahraničních věcí Lubomír Zaorálek si předvolal ruského velvyslance Kiseljova, který se od dokumentu distancoval a prohlásil, že stále platí dřívější vyjádření ruských představitelů o morální odpovědnosti za invazi.
21. listopadu 2017 se na webu ruské armádní televize Zvezda objevil článek obhajující invazi SSSR. Článek byl opět tvrdě kritizován například prezidentem Zemanem, který jeho autora označil za šílence. Ruský premiér Dmitrij Medveděv se 22. listopadu distancoval od článku s tím, že neodráží oficiální ruské stanovisko vyjádřené již v letech 1993, či 2006. Text je prý osobním názorem autora a ruské vedení do práce novinářů nezasahuje. Článek byl téhož dne smazán a televize Zvezda se za článek omluvila s tím, že text neodráží stanovisko redakce a je pouze osobním názorem autora.
Podle nových ruských učebnic dějepisu zpracovaných pod dohledem ideologa Vladimira Medinského „vedly demokratické reformy v Československu k hluboké interní krizi, kterou prohluboval Západ s cílem oslabení SSSR.“ Vojska Varšavské smlouvy pak následně „po výzvě členů KSČ do Československa vstoupila“ (termín „invaze“ není použit). Sovětská vojska pak údajně „nepodléhala provokacím a neopětovala palbu.“ Závěrem hodnotí, že „šlo o obtížné rozhodnutí provedené tím nejsprávnějším možným způsobem.“

## Umělecké odrazy invaze

### Výtvarné umění

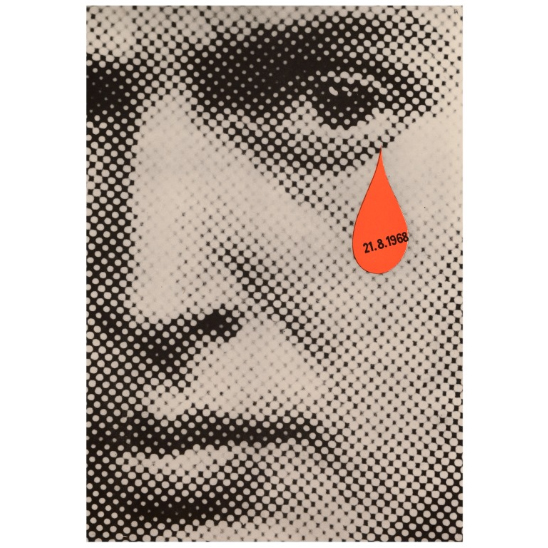
Václav Ševčík, 21. 8. 1968, koláž
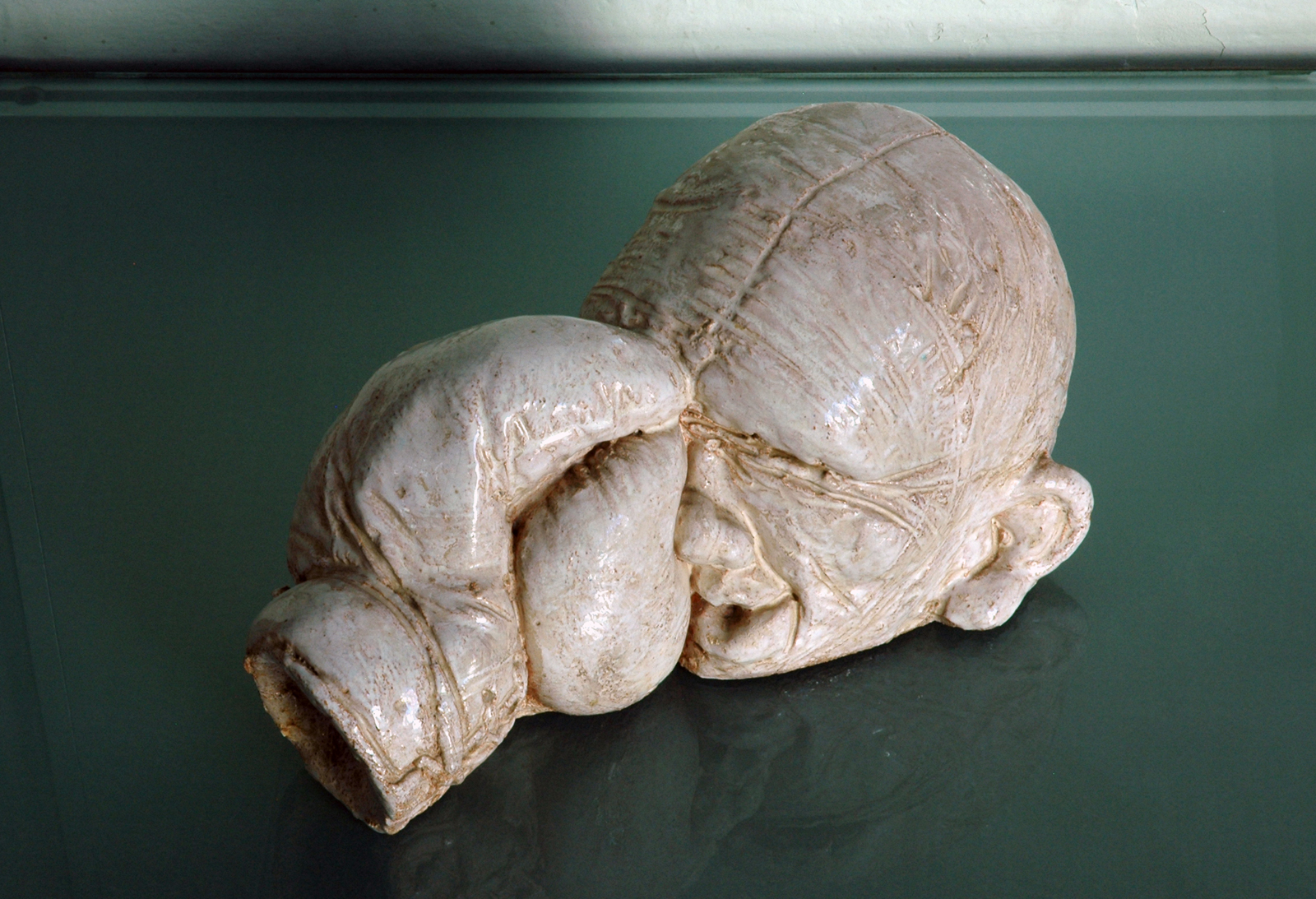
Bohumil Zemánek, Boxer (1968)
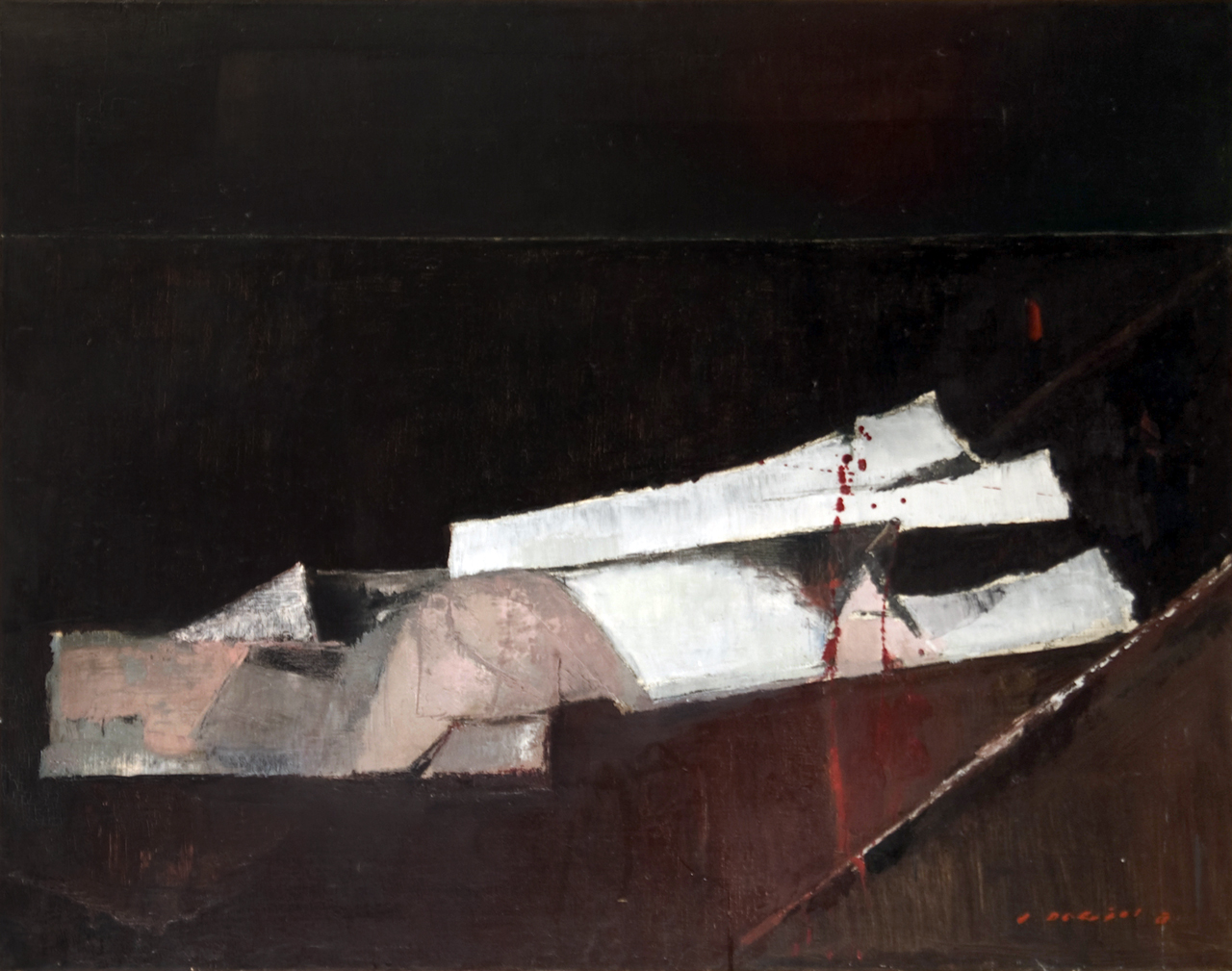
František Doležal, Velké mlčení (cyklus Město v noci), 1968
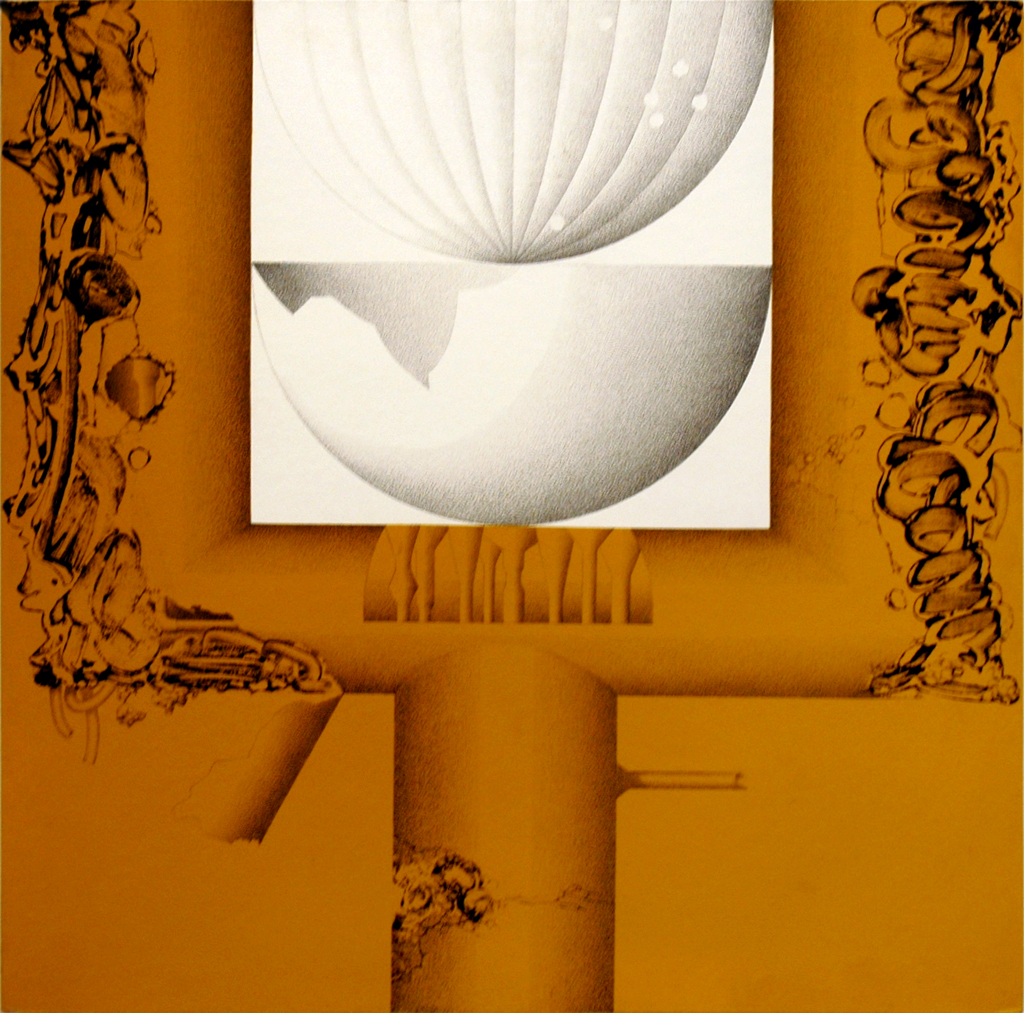
Theodor Pištěk, Srpnový obrázek I, 1968
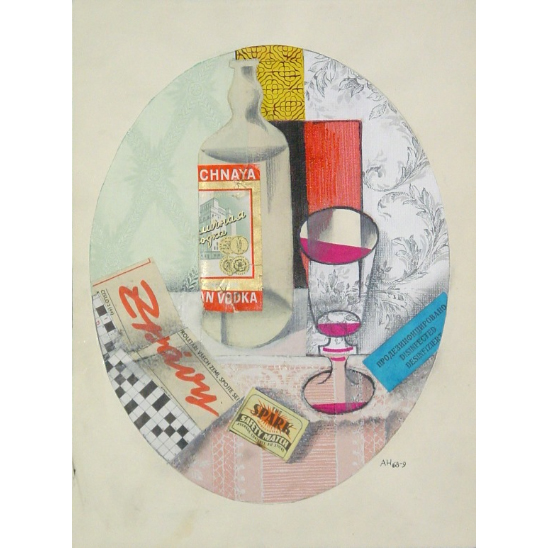
Adolf Hoffmeister, Kolaborantské zátiší, 1968–1969
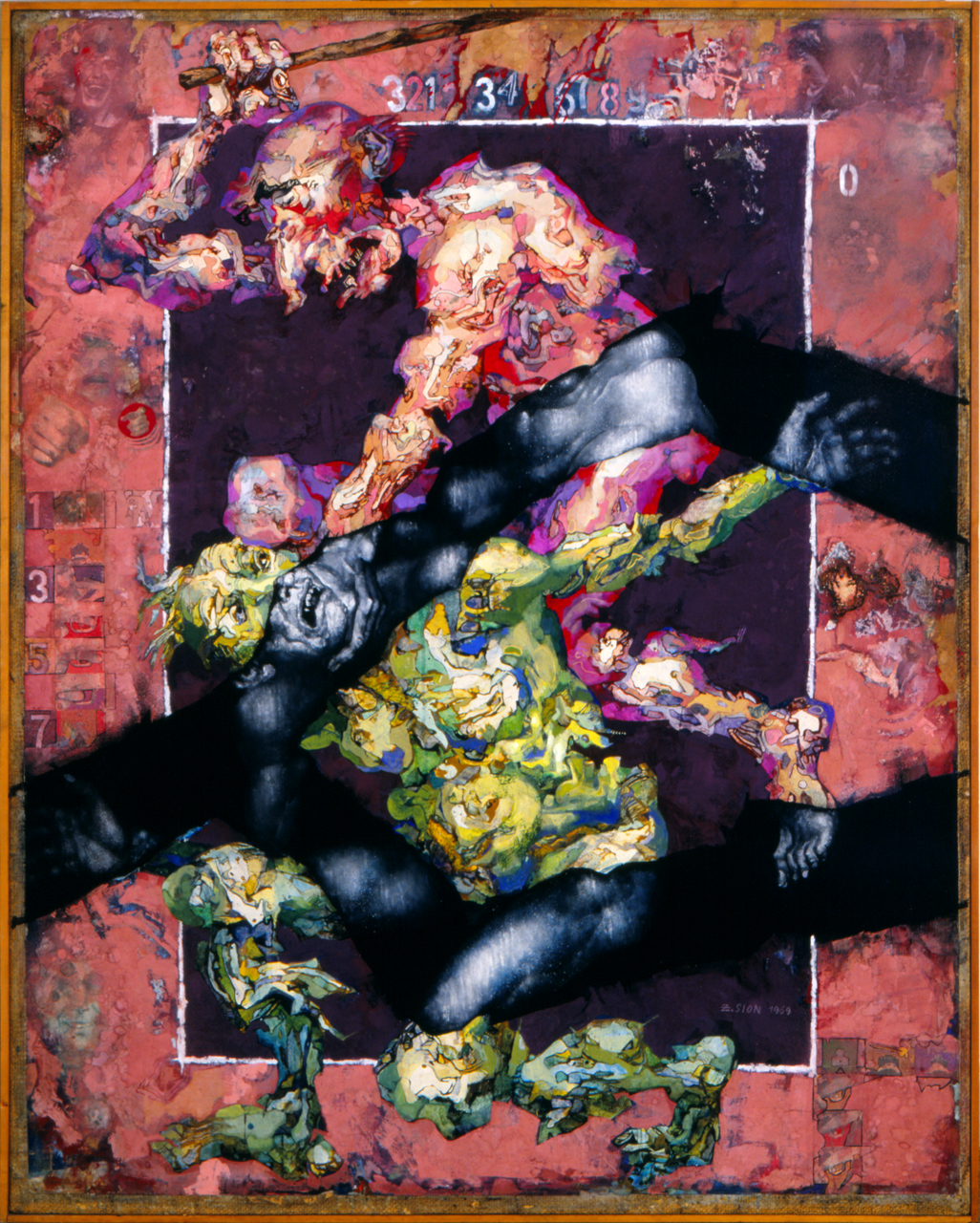
Zbyšek Sion, Situace (Jak vychovávat klackem), 1969
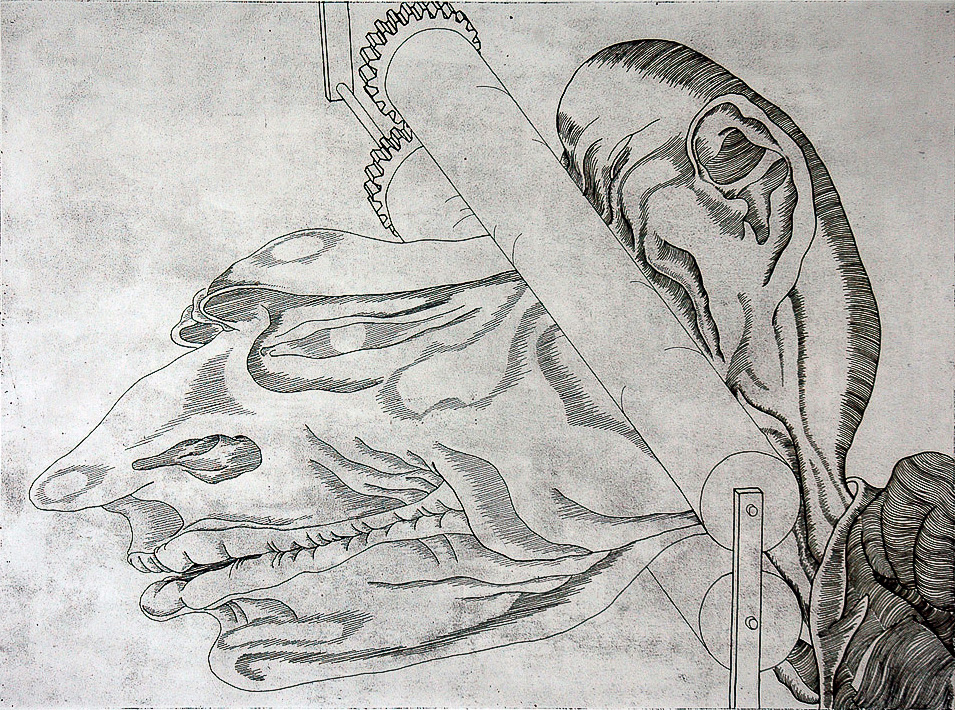
Karel Nepraš, Nepříjemná situace (1969)
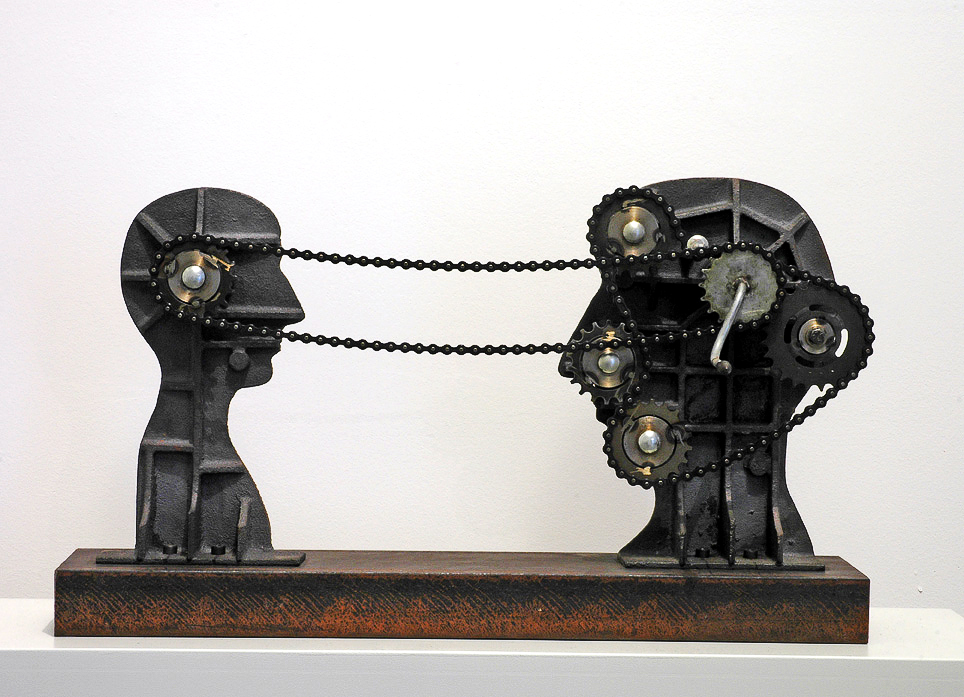
Větší domlouvá menšímu (1969–70)

### Hudební a písňová tvorba
Již v první den invaze napsal pohotový český hudebník, kapelník a konferenciér Jaromír Vomáčka píseň „Dobře míněná rada“, která se během několika dní stala neoficiální protiokupační hymnou a byla veřejně známá hlavně díky refrénu „Běž domů, Ivane“ (autorem tohoto sloganu samotného je ovšem humorista Václav Mikolášek). Další bezprostřední reakcí na okupaci je píseň „Bratříčku, zavírej vrátka“, kterou složil Karel Kryl a která se roku 1969 stala titulní písní jeho první sólové LP desky.
Pro televizní hudební seriál Píseň pro Rudolfa III. nazpívala Marta Kubišová píseň „Modlitba pro Martu“. Tu sice skladatel Jindřich Brabec a textař Petr Rada rozpracovali již před invazí a původně tak neměla s okupací nic společného, ovšem v televizním studiu Petynka ji poprvé nahráli 23. 8. 1968 a téhož dne ji Československá televize odvysílala, načež se tato píseň stala symbolem odporu vůči okupaci.
V roce 1990 pak invazi zpracoval Jan Vyčítal ve své parodické písni „Tenkrát v šedesátom osmom”.

### Filmová a televizní tvorba
Okupaci a událostem, které jí předcházely nebo které se v jejím důsledku staly, se věnuje i řada audiovizuálních děl, z nichž mnohé použily i přímé autentické obrazové či zvukové záznamy.
- film Doznání (1970), režie Costa-Gavras
- film Invaze (Spojené království 1980), režie Leslie Woodhead
- film Báječná léta pod psa (ČR 1997), režie Petr Nikolaev
- film Pelíšky (1999), režie Jan Hřebejk
- film Rebelové (ČR 2000), režie Filip Renč
- film Anglické jahody (ČR 2008), režie Vladimír Drha
- film Operace Dunaj (ČR a Polsko 2009), režie Jacek Głomb
- film Zemský ráj to na pohled (ČR 2009), režie Irena Pavlásková
- televizní seriál Vyprávěj - I. řada, režie Biser Arichtev
- film Krycí jméno Holec (ČR 2016), režie Franz Novotny
- film Dubček (2018), režie Laco Halama
- film Muž, který stál v cestě (2023), režie Petr Nikolaev
- film Vlny (ČR 2024), režie Jiří Mádl

Invaze a následná normalizace také zapříčinily vznik fenoménu tzv. trezorových filmů, které byly buď staženy z distribuce, anebo se do kin vůbec nedostaly. Příčinou mohly být jak děj samotného filmu, tak politické zavržení některého z tvůrců (ať už herců, nebo režiséra či scenáristy). Československá Ústřední půjčovna filmů, která měla monopol na poskytování filmových kopií pro kina, takové filmy musela stáhnout z distribuce (Nebeští jezdci, Všichni dobří rodáci, Šíleně smutná princezna apod.), nebo je vůbec neměla k dispozici (např. Skřivánci na niti nebo Ucho).